# Liste der Biografien/Gas
Liste der Biografien |
Portal Biografien |
Personensuche
# |
A |
B |
C |
D |
E |
F |
G |
H |
I |
J |
K |
L |
M |
N |
O |
P |
Q |
R |
S |
T |
U |
V |
W |
X |
Y |
Z |
?
 
Ga |
Gb |
Gc |
Gd |
Ge |
Gf |
Gh |
Gi |
Gj |
Gk |
Gl |
Gm |
Gn |
Go |
Gp |
Gq |
Gr |
Gs |
Gu |
Gv |
Gw |
Gy |
Gz
 
Gaa |
Gab |
Gac |
Gad |
Gae |
Gaf |
Gag |
Gah |
Gai |
Gaj |
Gak |
Gal |
Gam |
Gan |
Gao |
Gap |
Gaq |
Gar |
Gas |
Gat |
Gau |
Gav |
Gaw |
Gax |
Gay |
Gaz
Die Liste der Biografien führt alle Personen auf, die in der deutschsprachigen Wikipedia einen Artikel haben. Dieses ist eine Teilliste mit 706 Einträgen von Personen, deren Namen mit den Buchstaben „Gas“ beginnt.

## Gas
- Gas, Calixto (1890–1918), französischer Unternehmer und Fußballpionier
- Gas, Louis (1894–1945), französischer Autorennfahrer

### Gasa
- Gasa, Biuku (1923–2005), salomonischer Küstenwächter im Zweiten Weltkrieg
- Gasanow, Gotfrid Aliewitsch (1900–1965), sowjetischer Musiker und Komponist lesginisch-deutscher Herkunft
- Gasarow, Sergei Ischchanowitsch (* 1958), russischer Schauspieler, Filmproduzent, Regisseur und Drehbuchautor

### Gasb
- Gasbardin (1958–2007), deutscher Hypnotiseur
- Gasbarra, Enrico (* 1962), italienischer Politiker (Democratico, MdEP)
- Gasbarra, Felix (1895–1985), deutsch-italienischer Autor und Übersetzer
- Gasbarroni, Andrea (* 1981), italienischer Fußballspieler

### Gasc
- Gasc, Anna Rosina de (1713–1783), deutsche PorträtmalerinAnna Rosina de Gasc (1713–1783)

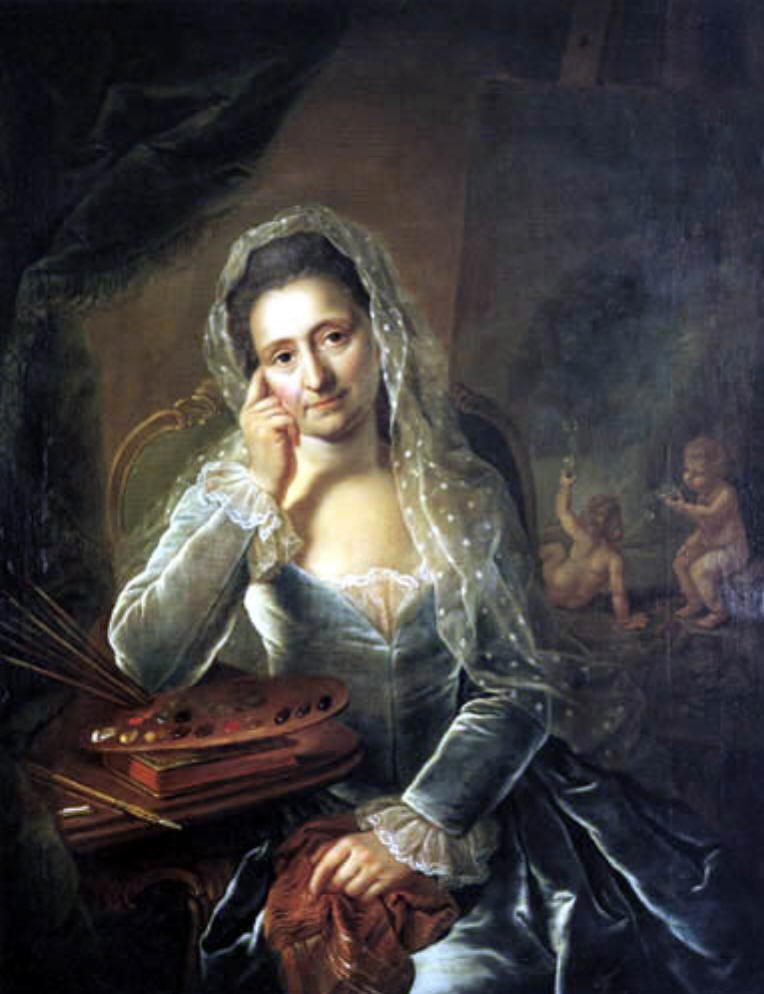
Anna Rosina de Gasc (1713–1783)

- Gasc, Christian (1945–2022), französischer Kostümbildner
- Gasca, Pedro de la (1493–1567), spanischer Bischof, Jurist
- Gascar, Pierre (1916–1997), französischer Schriftsteller und Journalist
- Gasch, Erhard (1928–2000), deutscher Maler und Grafiker
- Gasch, Kurt (1887–1924), deutscher Kunstmaler
- Gasch, Loïc (* 1994), Schweizer Leichtathlet
- Gasch, Robert (* 1936), deutscher Ingenieur und Hochschullehrer der TU Berlin
- Gasch, Rolf (* 1926), deutscher Dreher und Mitglied der Volkskammer der DDR
- Gasch, Rudolf (1863–1944), deutscher Autor, Lehrer und Turnpionier
- Gasch, Uwe (* 1961), deutscher Ruderer
- Gasch, Walther (1886–1962), deutscher Maler und Grafiker sowie Parteifunktionär der NSDAP
- Gasch-Muche, Josepha (* 1944), deutsche, bildende Künstlerin
- Gascha, Heinz, deutscher Realschullehrer, Fernsehmoderator und Sachbuchautor
- Gäsche, Daniel (* 1968), deutscher Journalist und Fernsehmoderator
- Gasche, Olivia Lina (* 1988), Schweizer Schauspielerin
- Gasche, Urs (* 1955), Schweizer Politiker (SVP, BDP)
- Gasche, Urs P. (* 1945), Schweizer Journalist, Publizist und ehemaliger Fernsehmoderator
- Gaschennikowa, Irina Wladimirowna (* 1975), russische Eishockeyspielerin
- Gaschet, Liliane (* 1962), französische Sprinterin
- Gaschignard, Hervé (* 1959), französischer Geistlicher, emeritierter Bischof von Aire und Dax
- Gaschignard, Paul-Henri (1923–2016), französischer Diplomat
- Gaschin, Georg Adam Franz von (1643–1719), Reichsgraf, Landeshauptmann von Oppeln-Ratibor
- Gaschin, Melchior Ferdinand von (1581–1665), Reichsgraf, Landeshauptmann von Oppeln-Ratibor und der Grafschaft Glatz
- Gaschke, Susanne (* 1967), deutsche Journalistin, Publizistin und Politikerin (SPD)
- Gaschler, Robert (* 1978), deutscher Psychologe
- Gaschmu, Araber und Gegner des Baus der Stadtmauer Jerusalems
- Gaschütz, Wolfgang (1920–2016), deutscher Mathematiker
- Gaschy, Pierre (* 1941), französischer Ordensgeistlicher, emeritierter Apostolischer Vikar von Saint-Pierre und Miquelon
- Gascoigne, Alvary (1893–1970), britischer Diplomat
- Gascoigne, Brian (* 1943), englischer Komponist und Keyboarder
- Gascoigne, Caroline Leigh (1813–1883), englische Schriftstellerin
- Gascoigne, Charles (1738–1806), britisch-russischer Industrieller und Metallurg
- Gascoigne, George († 1577), englischer Autor, Politiker, Söldner und Jurist
- Gascoigne, Paul (* 1967), englischer FußballspielerPaul Gascoigne (* 1967)

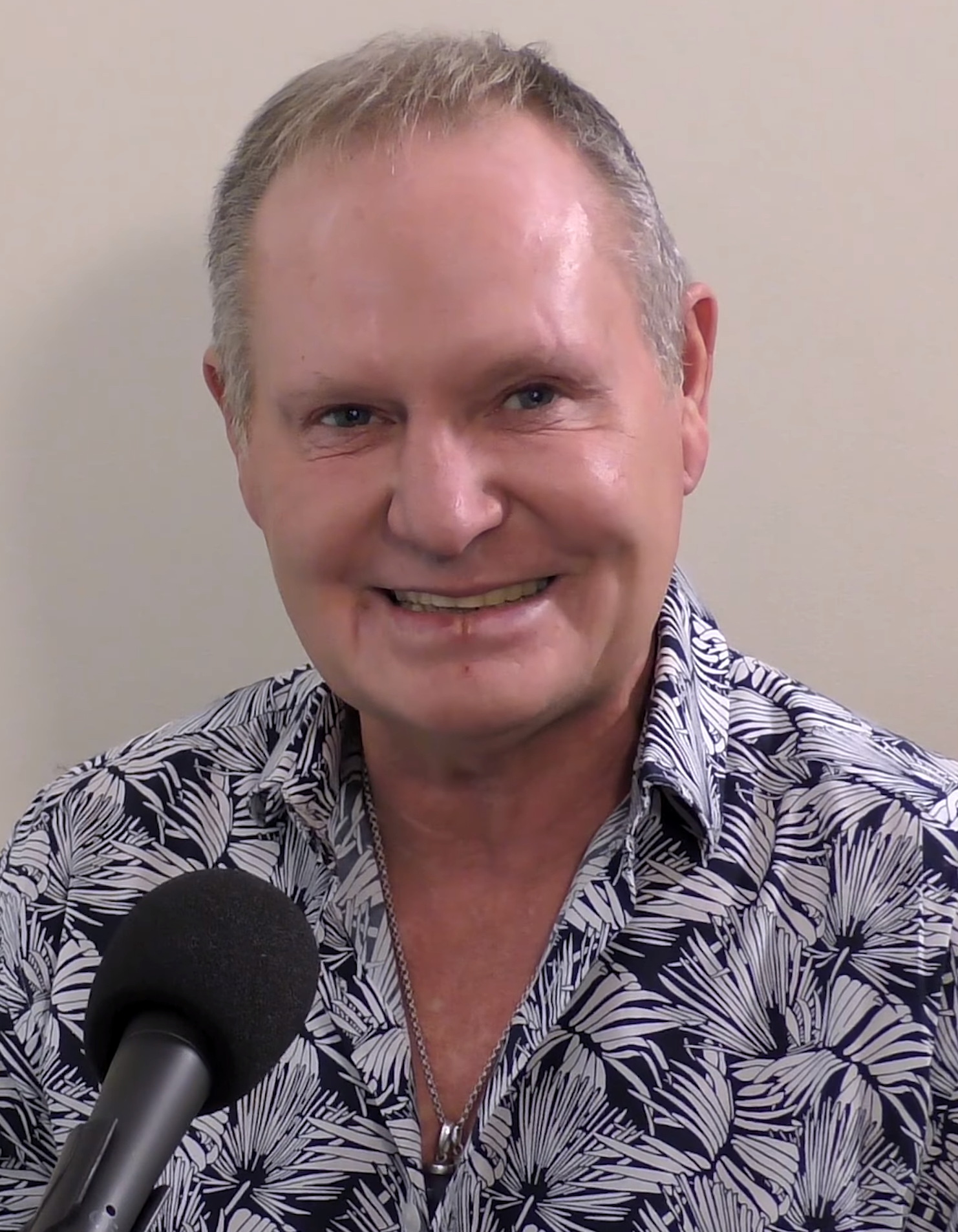
Paul Gascoigne (* 1967)

- Gascoigne, Rosalie (1917–1999), australische Künstlerin
- Gascoigne, Sidney Charles Bartholemew (1915–2010), australischer Astronom
- Gascoigne, William (1612–1644), englischer Astronom, Mathematiker und Gerätebauer
- Gascoine, Jill (1937–2020), britische Schauspielerin und Schriftstellerin
- Gascón Vera, Elvira (1911–2000), spanische Künstlerin
- Gascon, Adam-Nicolas (* 1623), wallonischer Komponist des Barock
- Gascón, Daniel (* 1981), spanischer Schriftsteller und Übersetzer
- Gascon, Gabriel (1927–2018), kanadischer Schauspieler
- Gascón, Karla Sofía (* 1972), spanische SchauspielerinKarla Sofía Gascón (* 1972)

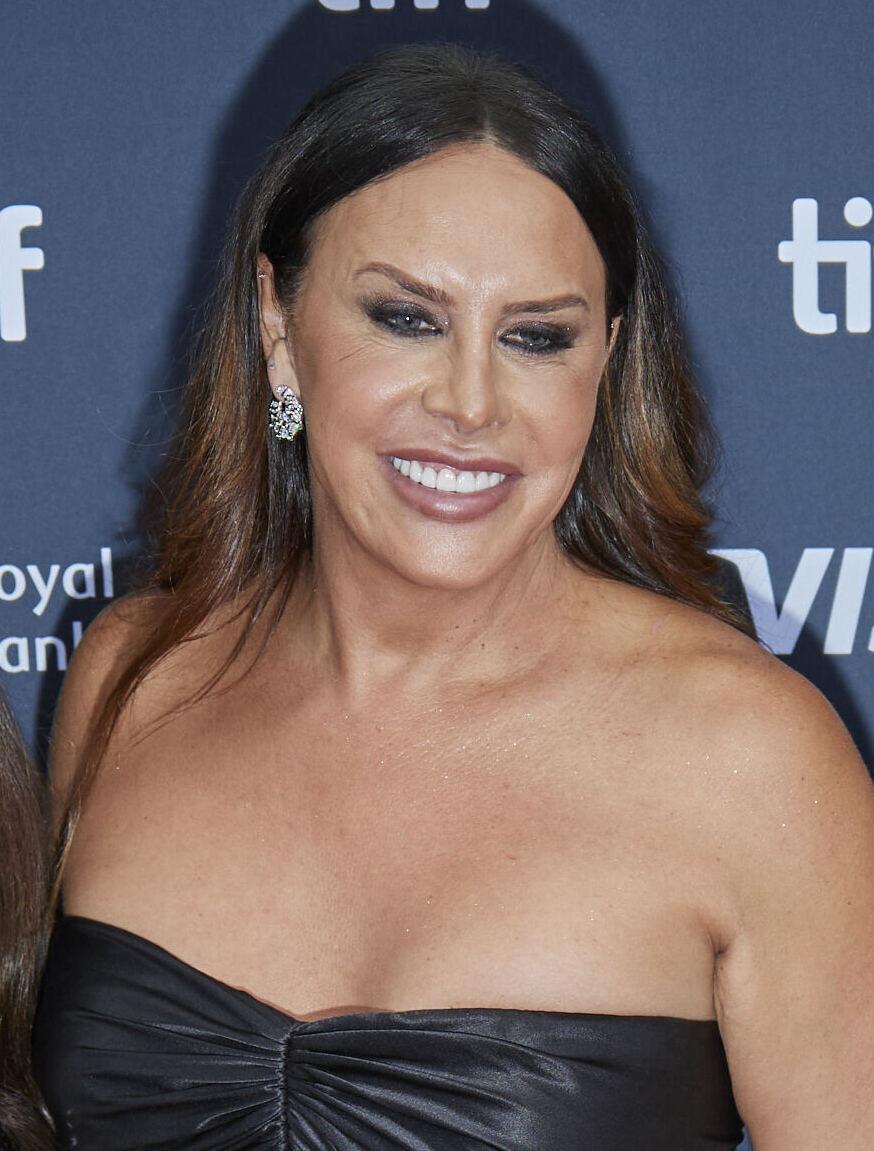
Karla Sofía Gascón (* 1972)

- Gascon, Sarah (* 1982), amerikanische Handballspielerin
- Gascongne, Mathieu, französischer Komponist der Renaissance
- Gascoyne, David (1916–2001), britischer Dichter, Übersetzer und Künstler
- Gascoyne, Geoff (* 1963), britischer Jazzmusiker
- Gascoyne, Mike (* 1963), britischer Formel-1-Ingenieur
- Gascoyne, Tom (1876–1917), britischer Radsportler
- Gascoyne-Cecil, James, 2. Marquess of Salisbury (1791–1868), britischer Politiker und Adeliger
- Gascoyne-Cecil, James, 4. Marquess of Salisbury (1861–1947), britischer Politiker der Conservative Party, Mitglied des House of Commons und Peer
- Gascoyne-Cecil, Robert, 3. Marquess of Salisbury (1830–1903), britischer Politiker, Mitglied des House of Commons und PremierministerRobert Gascoyne-Cecil, 3. Marquess of Salisbury (1830–1903)

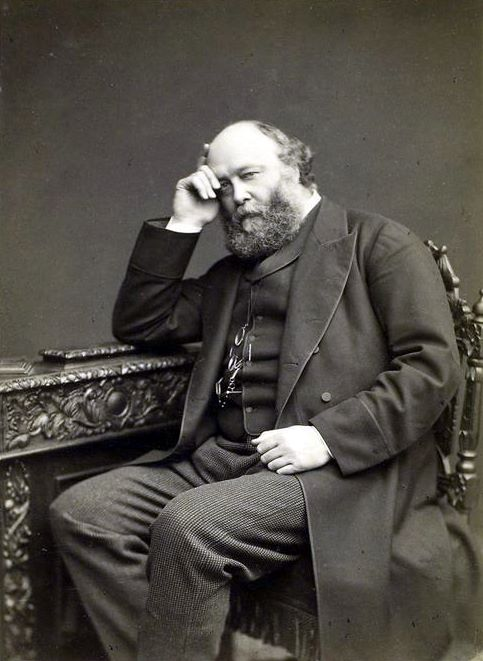
Robert Gascoyne-Cecil, 3. Marquess of Salisbury (1830–1903)

- Gascoyne-Cecil, Robert, 5. Marquess of Salisbury (1893–1972), britischer Politiker, Mitglied des House of Commons und Geschäftsmann
- Gascoyne-Cecil, Robert, 6. Marquess of Salisbury (1916–2003), britischer Adliger und konservativer Politiker, Mitglied des House of Commons
- Gascoyne-Cecil, Robert, 7. Marquess of Salisbury (* 1946), britischer Adliger und konservativer Politiker
- Gascoyne-Cecil, William (1863–1936), anglikanischer Bischof von Exeter

### Gasd
- Gasdanow, Gaito (1903–1971), russischer Schriftsteller und Journalist
- Gasdanowa, Awrora (1894–1927), ossetische Ballerina
- Gasde, Dieter (* 1952), deutscher Bluesmusiker
- Gasde, Marcel (* 1969), fränkischer Komödiant, Moderator und Theaterdirektor
- Gasdia, Cecilia (* 1960), italienische Opernsängerin (Sopran)

### Gase
- Gase, Adam (* 1978), US-amerikanischer American-Football-Trainer
- Gase, Joey (* 1993), US-amerikanischer NASCAR-Rennfahrer
- Gase, Walther (1901–1991), deutscher Jurist und Verwaltungsbeamter
- Gase, Wera Fjodorowna (1899–1954), sowjetische Astronomin
- Gase, Werner (1939–1995), deutscher Fußballspieler (DDR)
- Gaseb, Elvis (* 2002), namibischer Sprinter
- Gaseb, Johannes (* 1946), namibischer Politiker
- Gasecki, Oskar (* 1990), polnischer Fußballspieler
- Gaseitsiwe, Kebapetse (* 1966), botswanischer Mittelstreckenläufer
- Gaselee, Alfred (1844–1918), britischer Offizier, General der Britisch-Indischen Armee
- Gasenko, Oleg Georgijewitsch (1918–2007), russischer Physiologe und Weltraummediziner
- Gaserow, Vera (* 1950), deutsche Journalistin, Mitbegründerin der taz

### Gash
- Gash, Sam (* 1969), US-amerikanischer American-Football-Spieler
- Gashahun, Abe (* 1998), äthiopischer Langstreckenläufer
- Gashaka, Tharcisse (* 1962), burundischer Langstreckenläufer
- Gashaw, Tigist (* 1996), bahrainische Mittelstreckenläuferin äthiopischer Herkunft
- Gashey, Jamal Al- (* 1953), palästinensischer Terrorist
- Gashi, Afrim (* 1977), nordmazedonischer Politiker (AAA) albanischer Volkszugehörigkeit
- Gashi, Albana (* 1985), kosovarisch-albanische Politikerin
- Gashi, Albin (* 1997), österreichischer Fußballspieler
- Gashi, Ardian (* 1981), kosovarisch-norwegischer Fußballspieler
- Gashi, Atdhe (* 1989), deutscher Boxer
- Gashi, Bardhyl (* 1989), deutscher Kickboxer
- Gashi, Ervin (* 1990), kosovarisch-schweizerischer Fussballspieler
- Gashi, Hanife (* 1968), jugoslawische Schriftstellerin (Kosovo)
- Gashi, Ibrahim (* 1963), kosovarischer Historiker und ehemaliger Rektor der Universität Prishtina
- Gashi, Senad (* 1990), deutscher BoxerSenad Gashi (* 1990)

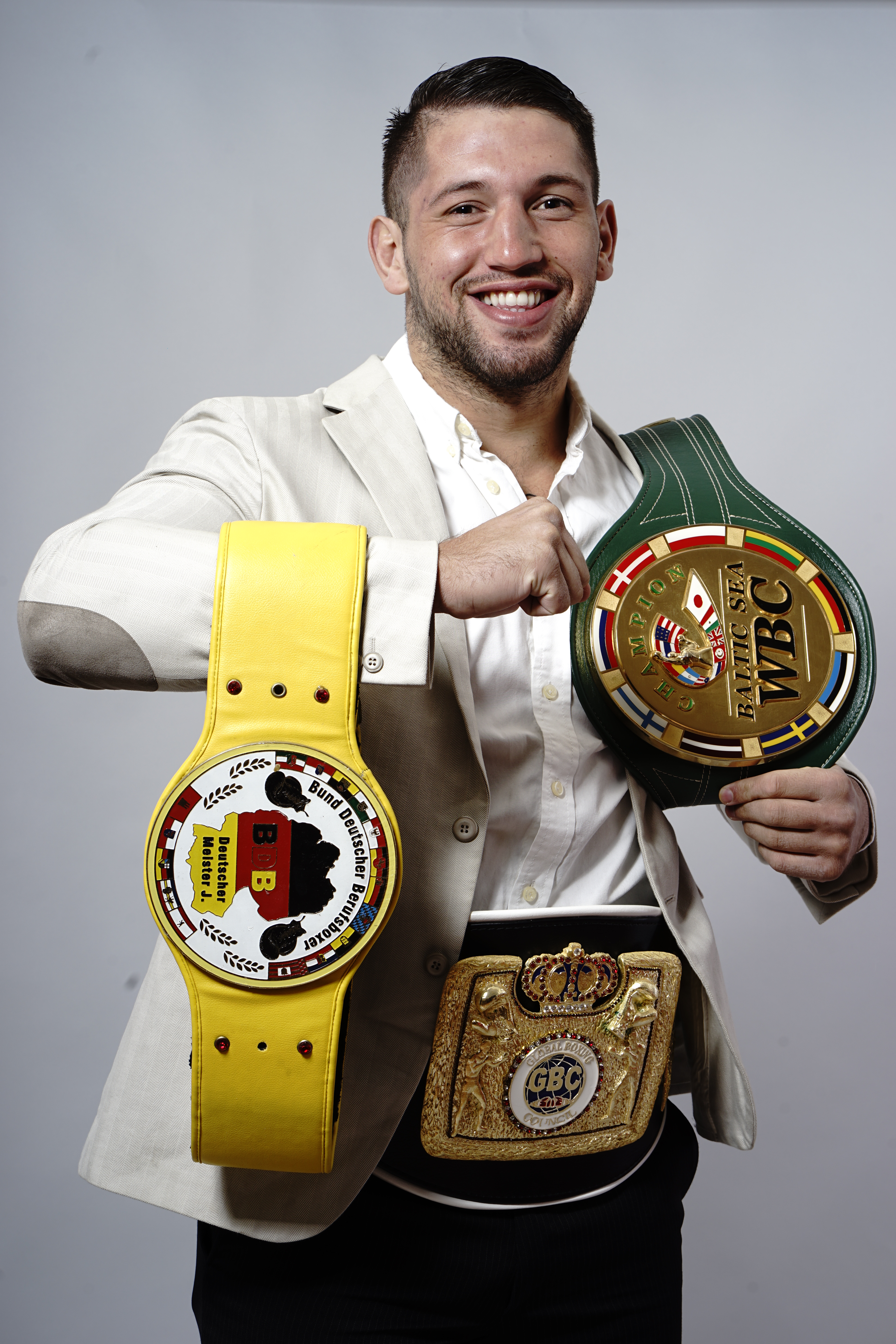
Senad Gashi (* 1990)

- Gashi, Shkëlzen (* 1988), albanisch-schweizerischer Fußballspieler
- Gashi, Valdet (1986–2015), deutscher Thai-Boxkämpfer und Islamist
- Gashi, Zef (* 1938), montenegrinischer Ordensgeistlicher, emeritierter römisch-katholischer Erzbischof von Bar
- Gashumba, Diane, ruandische Kinderärztin, Krankenhausleiterin, Politikerin und Diplomatin

### Gasi
- Gasi, Joseph Abangite (1928–2014), sudanesischer Geistlicher, römisch-katholischer Bischof von Tombura-Yambio
- Gąsienica Daniel, Andrzej (1932–1991), polnischer Skispringer
- Gąsienica Daniel, Helena (1934–2013), polnische Skilangläuferin
- Gąsienica Daniel, Józef (1945–2008), polnischer Skisportler
- Gąsienica Daniel, Stanisław (* 1951), polnischer Skispringer
- Gąsienica Daniel-Szatkowska, Maria (1936–2016), polnische Skirennläuferin
- Gąsienica Sobczak, Józef (* 1934), polnischer Skilangläufer und Biathlet
- Gąsienica, Andrzej (* 1993), polnischer Nordischer Kombinierer und Skispringer
- Gąsienica, Józef (1941–2005), polnischer Nordischer Kombinierer
- Gasienica, Patrick (1998–2023), US-amerikanischer Skispringer
- Gąsienica, Władysław († 1968), polnischer Skilangläufer
- Gąsienica-Bryjak, Józef (1937–2002), polnischer Skisportler
- Gąsienica-Ciaptak, Jan (1922–2009), polnischer alpiner Skirennläufer und Skispringer
- Gąsienica-Daniel, Agnieszka (* 1987), polnische Skirennläuferin
- Gąsienica-Daniel, Maryna (* 1994), polnische Skirennläuferin
- Gąsienica-Łuszczek, Izydor (1912–1992), polnischer Skisportler
- Gąsienica-Sieczka, Bartłomiej (* 1973), polnischer Skispringer
- Gąsienica-Sieczka, Roman (1934–2006), polnischer Skispringer
- Gąsienica-Sieczka, Stanisław (1904–1975), polnischer Skispringer
- Gąsienica-Szostak, Karol (1908–1996), polnischer Skisportler
- Gąsiewska, Wiktoria (* 1999), polnische Schauspielerin
- Gąsiewski, Artur (* 1973), polnischer Sprinter
- Gasimova, Fidan (* 1947), aserbaidschanische Opernsängerin
- Gasinski, Juri Alexandrowitsch (* 1989), russischer Fußballspieler
- Gąsiorowska, Roma (* 1981), polnische Schauspielerin
- Gąsiorowski, Antoni (* 1901), polnischer Widerstandskämpfer gegen die deutsche Besetzung Polens
- Gasiuk-Pihowicz, Kamila (* 1983), polnische Sejm-Abgeordnete

### Gask
- Gąska, Damian (* 1996), polnischer Fußballspieler
- Gaška, Kęstutis (1943–2012), litauischer Politiker, Mitglied des Seimas
- Gaskarow, Alexei Wladimirowitsch (* 1985), russischer Politaktivist
- Gaskarth, Alex (* 1987), US-amerikanischer Sänger und SongwriterAlex Gaskarth (* 1987)

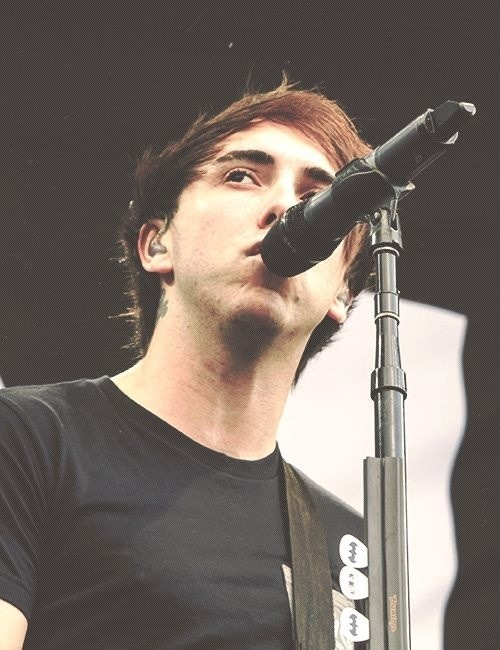
Alex Gaskarth (* 1987)

- Gaskell, David (1940–2025), englischer Fußballtorhüter
- Gaskell, Elena (* 2001), kanadische Freestyle-Skisportlerin
- Gaskell, Elizabeth (1810–1865), britische SchriftstellerinElizabeth Gaskell (1810–1865)

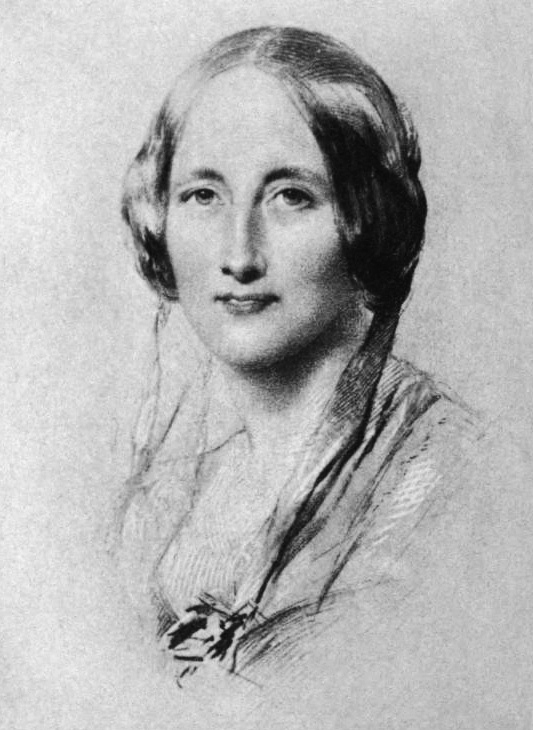
Elizabeth Gaskell (1810–1865)

- Gaskell, Jane (* 1941), britische Fantasy-Autorin
- Gaskell, Lucy (* 1980), britische Schauspielerin
- Gaskell, Sonia (1904–1974), niederländische Tanzpädagogin, Choreographin und Ballett-Direktorin
- Gaskell, Walter Holbrook (1847–1914), britischer Physiologe
- Gaskill, Brian (* 1970), US-amerikanischer Schauspieler
- Gaskill, Clarence (1892–1947), US-amerikanischer Liedtexter und Songwriter
- Gaskill, Stacy (* 2000), US-amerikanische Snowboarderin
- Gaskin, Arthur (* 1985), irischer Squashspieler
- Gaskin, Barbara (* 1950), englische Sängerin
- Gaskin, Catherine (1929–2009), irische Schriftstellerin
- Gaskin, Hannibal (* 1997), guyanischer Schwimmer
- Gaskin, Ina May (* 1940), US-amerikanische Hebamme
- Gaskin, Leonard (1920–2009), US-amerikanischer Jazzbassist
- Gaskin, Myles (* 1997), US-amerikanischer Footballspieler
- Gaskin, Richard (* 1960), britischer Philosoph, Historiker und Klassischer Philologe
- Gaskin, Sonia (* 1994), barbadische Leichtathletin
- Gaskin, Victor (1934–2012), amerikanischer Jazzbassist
- Gaskins, Darius W. Jr. (* 1939), amerikanischer Manager und Regierungsbediensteter
- Gaskins, Donald (1933–1991), US-amerikanischer Serienmörder
- Gaskins, Robert (* 1943), Softwareentwickler
- Gåskjenn, Ingvild (* 1998), norwegische Radrennfahrerin

### Gasl
- Gaslini, Giorgio (1929–2014), italienischer Jazzpianist und Komponist
- Gasly, Pierre (* 1996), französischer AutomobilrennfahrerPierre Gasly (* 1996)

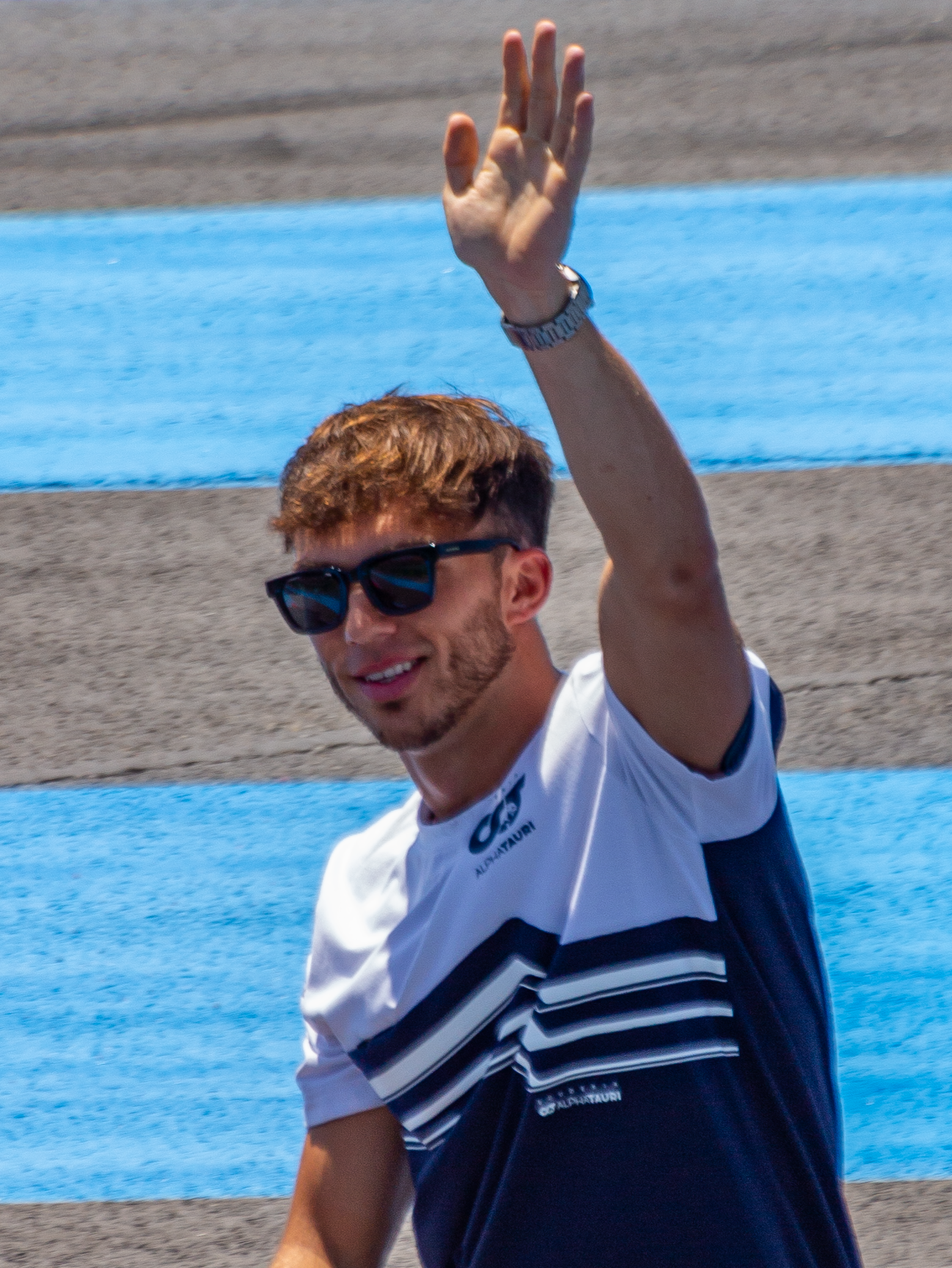
Pierre Gasly (* 1996)

### Gasm
- Gasman, David (* 1960), US-amerikanischer Schauspieler und Synchronsprecher
- Gasmanow, Oleg Michailowitsch (* 1951), sowjetischer und russischer Schlagersänger, Komponist, Texter, Schauspieler und Musikproduzent
- Gasmelbari, Suhaib (* 1979), sudanesischer Filmemacher
- Gasmi, Karim, französischer Handballschiedsrichter
- Gasmi, Raouf, französischer Handballschiedsrichter
- Gasmi, Romain (* 1987), französisch-algerischer Fußballspieler

### Gasn
- Gasnier, Laura (* 1993), französische Tischtennisspielerin
- Gasnier, Louis J. (1875–1963), französischer Stummfilmregisseur
- Gasnier, Reg (1939–2014), australischer Rugby-League-Spieler

### Gaso
- Gasol, Marc (* 1985), spanischer Basketballspieler
- Gasol, Pau (* 1980), spanischer BasketballspielerPau Gasol (* 1980)

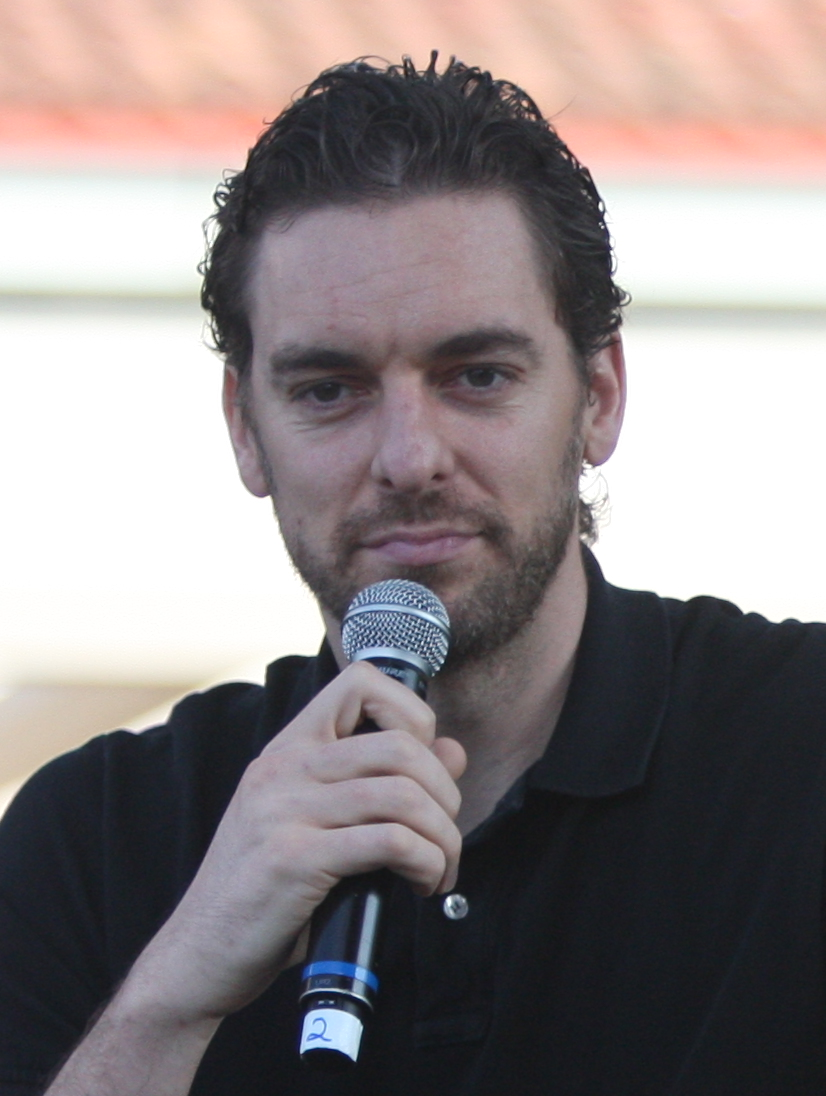
Pau Gasol (* 1980)

- Gason, Kevin (* 1938), australischer Radrennfahrer
- Gasoy-Romdal, Yngve (* 1968), norwegischer Schauspieler und Sänger

### Gasp
- Gaspar de Bragança (1716–1789), Erzbischof
- Gaspar Dutra, Eurico (1883–1974), brasilianischer Präsident
- Gaspar Haro, Manuel (* 1981), spanischer Fußballspieler
- Gaspar Lopes, Bernardo (* 1993), portugiesisch-gibraltarischer Fußballspieler
- Gaspar van Weerbeke, franko-flämischer Komponist und Sänger der Renaissance
- Gaspar, Adrian (* 1987), rumänisch-österreichischer Pianist, Komponist und Arrangeur
- Gaspar, Alfredo Rodrigues (1865–1938), portugiesischer Kapitän, Premierminister
- Gaspar, Antônio (* 1931), brasilianischer Geistlicher, Altbischof von Barretos
- Gáspár, Cecília (* 1984), ungarische Fußballspielerin
- Gaspar, Chuck (1938–2009), US-amerikanischer Spezialeffektkünstler
- Gaspar, Dalmo (1932–2015), brasilianischer Fußballspieler
- Gaspar, Daniel (* 1972), tschechischer Badmintonspieler
- Gaspar, Enrique (1842–1902), spanischer Diplomat und Schriftsteller
- Gașpar, Ioana (* 1983), rumänische Tennisspielerin
- Gaspár, Jeannine (* 1987), deutsche SchauspielerinJeannine Gaspár (* 1987)

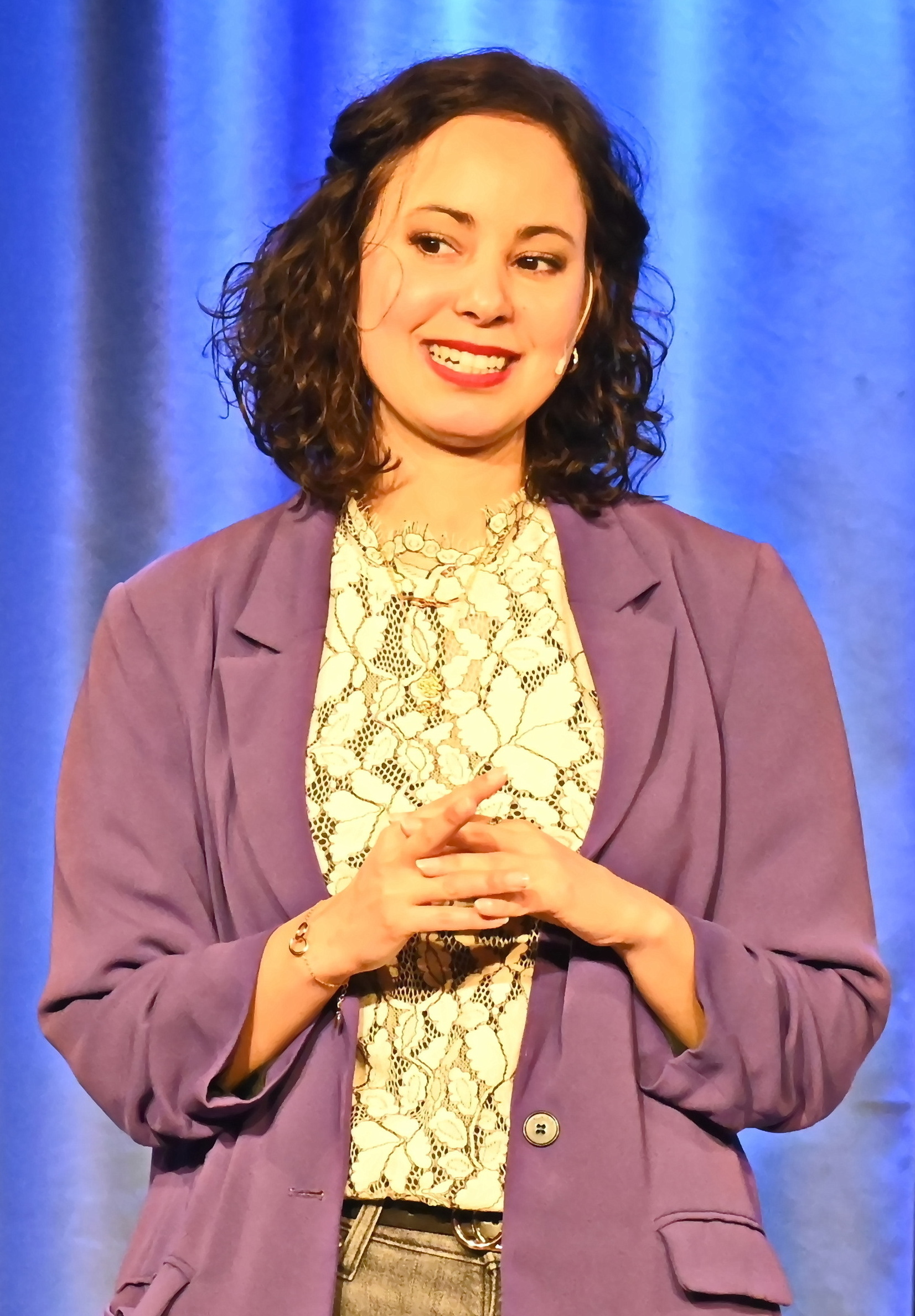
Jeannine Gaspár (* 1987)

- Gáspár, Jenő (1896–1945), ungarischer Hochspringer
- Gaspar, Jorge (* 1942), portugiesischer Geograph
- Gaspar, Joseph (1737–1794), Abt des Prämonstratenserklosters Neustift
- Gaspar, Lisualdo, osttimoresischer Diplomat
- Gaspar, Manuel (* 1998), portugiesischer Handballspieler
- Gaspar, Mario (* 1990), spanischer Fußballspieler
- Gaspar, Odirlei de Souza (* 1981), brasilianischer Fußballspieler
- Gaspar, Peter (1935–2019), US-amerikanischer Chemiker und Hochschullehrer
- Gáspár, Petra (* 1977), ungarische Tennisspielerin
- Gáspár, Sándor (1917–2002), ungarischer kommunistischer Politiker
- Gáspár, Tamás (* 1960), ungarischer Ringer
- Gašpar, Tibor (* 1962), slowakischer Polizeipräsident
- Gašpar, Tido J. (1893–1972), slowakischer Schriftsteller
- Gaspar, Tomislav (* 1983), österreichischer Basketballspieler
- Gaspar, Vera (* 1986), deutsche Basketballspielerin
- Gaspar, Veronica (* 1995), US-amerikanische Skirennläuferin
- Gaspar, Vítor (* 1960), portugiesischer Ökonom, Universitätsprofessor und Staatsminister
- Gaspar-Oliveri, Julien (* 1985), französischer Schauspieler und Regisseur für Film und Theater
- Gašparač, Zdenka (* 1949), jugoslawische Schwimmerin
- Gasparavičius, Vygintas (* 1979), litauischer Politiker
- Gaspard, Pierre (1834–1915), französischer Bergsteiger
- Gaspard-Huit, Pierre (1917–2017), französischer Film- und Fernsehregisseur
- Gaspardini, Gasparo, italienischer Komponist und Kapellmeister
- Gaspare da Pesaro, italienischer Maler
- Gasparella, Valentino (* 1935), italienischer Bahnradsportler
- Gasparelli, Alessandra (* 2004), san-marinesische Sprinterin
- Gaspari, Adam Christian (1752–1830), deutscher Geograph
- Gaspari, Antonio (1656–1723), italienischer Architekt
- Gaspari, Diana (* 1984), italienische Curlerin
- Gaspari, Gaetano (1807–1881), italienischer Musikforscher
- Gaspari, Gianfranco (* 1938), italienischer Bobsportler
- Gaspari, Giovanni (* 1963), italienischer Geistlicher, römisch-katholischer Erzbischof und Diplomat des Heiligen Stuhls
- Gaspari, Giovanni Paolo (1712–1775), italienischer Theatermaler
- Gaspari, Mario Pio (1918–1983), italienischer Geistlicher, römisch-katholischer Erzbischof und Diplomat des Heiligen Stuhls
- Gaspari, Mattia (* 1993), italienischer Skeletonpilot
- Gaspari, Remo (1921–2011), italienischer Politiker (DC), Mitglied der Camera dei deputati
- Gaspari, Rich (* 1963), US-amerikanischer Bodybuilder
- Gáspari, Santiago (* 1994), uruguayischer Fußballspieler
- Gasparian, Fernando (1930–2006), brasilianischer Industrieller und Verleger armenischer Herkunft
- Gašparík, Ronald (* 2000), slowakischer Unihockeyspieler
- Gasparin, Agénor Étienne de (1810–1871), französischer Publizist und Politiker, Mitglied der Nationalversammlung
- Gasparin, Aita (* 1994), Schweizer Biathletin
- Gasparin, Elisa (* 1991), Schweizer Biathletin
- Gasparin, Selina (* 1984), Schweizer BiathletinSelina Gasparin (* 1984)

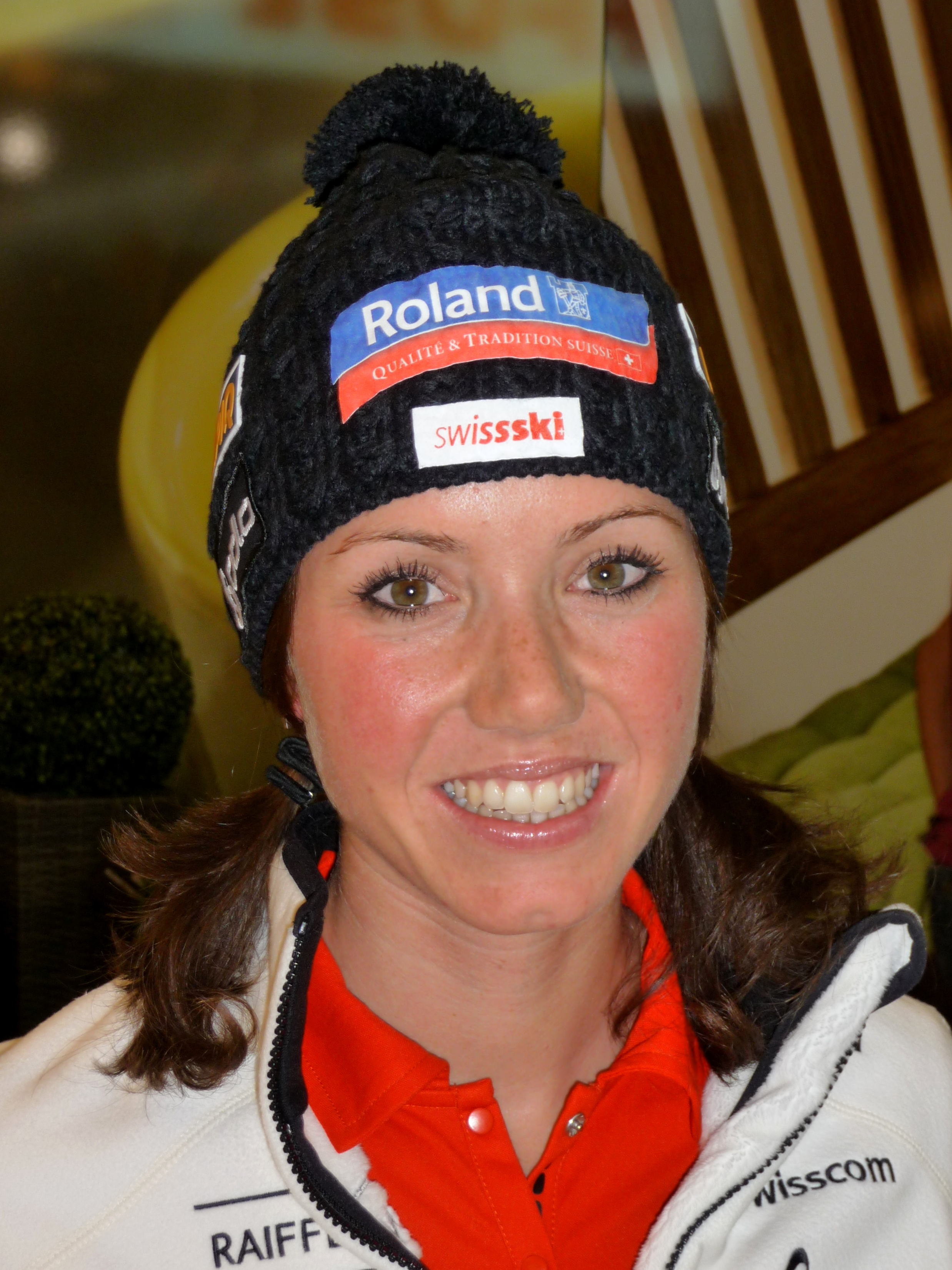
Selina Gasparin (* 1984)

- Gasparin, Valérie de (1813–1894), reformierte Schweizer Schriftstellerin
- Gasparinetti, Guido, italienischer Radrennfahrer
- Gasparini, Armido (1913–2004), katholischer Ordensmann, Priester und Missionsbischof
- Gasparini, Carlo (1895–1970), italienischer Diplomat
- Gasparini, Francesco (1661–1727), italienischer Barockkomponist
- Gasparini, Gustavo (* 1930), italienischer Schriftsteller
- Gasparini, Lodovico (* 1948), italienischer Regisseur
- Gasparini, Luca (* 1983), italienischer Radrennfahrer
- Gasparini, Michelangelo, italienischer Opernsänger (Countertenor), Gesangspädagoge und Komponist
- Gasparini, Pino (* 1946), Schweizer Sänger und Entertainer
- Gasparini, Quirino (1721–1778), italienischer Komponist und Cellist
- Gasparini, Sandra (* 1990), italienische Rennrodlerin
- Gasparini, Zulma Brandoni de (* 1944), argentinische Wirbeltier-Paläontologin
- Gasparitsch, Hans (1918–2002), deutscher Widerstandskämpfer
- Gasparjan, Dschiwan (1928–2021), armenischer Instrumentalist und Komponist
- Gasparjan, Genrich (1910–1995), sowjetischer Schachmeister und Studienkomponist
- Gasparo da Salò (1540–1609), italienischer Geigenbauer
- Gasparo, Oronzo Vito (1903–1969), italienisch-amerikanischer Künstler
- Gasparotto, Enrico (* 1982), italienisch-schweizerischer Radrennfahrer und Sportlicher LeiterEnrico Gasparotto (* 1982)

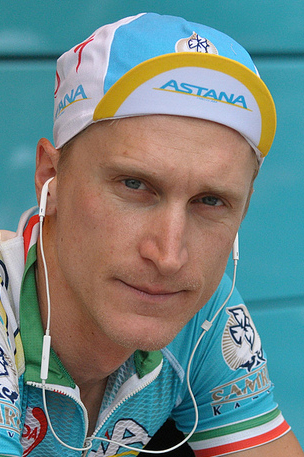
Enrico Gasparotto (* 1982)

- Gasparotto, Leopoldo (1902–1944), italienischer Partisanenführer
- Gasparotto, Luigi (1873–1954), italienischer Politiker, Mitglied der Camera dei deputati
- Gasparotto, Tiego (* 1988), brasilianischer Radrennfahrer
- Gasparovic, Claudia (* 2004), österreichische Tennisspielerin
- Gašparović, Đuro (* 1951), kroatischer Geistlicher, römisch-katholischer Bischof von Syrmien
- Gašparovič, Ivan (* 1941), slowakischer Politiker, Mitglied des Nationalrats und Staatspräsident
- Gasparovic, Lea (* 1997), deutsche Tennisspielerin
- Gašparovičová, Silvia (* 1941), slowakische Bauingenieurin und Unternehmerin
- Gasparre, Graziano (* 1978), italienischer Radrennfahrer
- Gasparri Rey, Daniel David, venezolanischer Diplomat
- Gasparri, Enrico (1871–1946), italienischer Geistlicher, Diplomat des Heiligen Stuhls und Kurienkardinal der römisch-katholischen Kirche
- Gasparri, Franco (1948–1999), italienischer Schauspieler
- Gasparri, Maurizio (* 1956), italienischer Journalist und Politiker
- Gasparri, Pietro (1852–1934), italienischer Geistlicher, Kardinal der römisch-katholischen KirchePietro Gasparri (1852–1934)

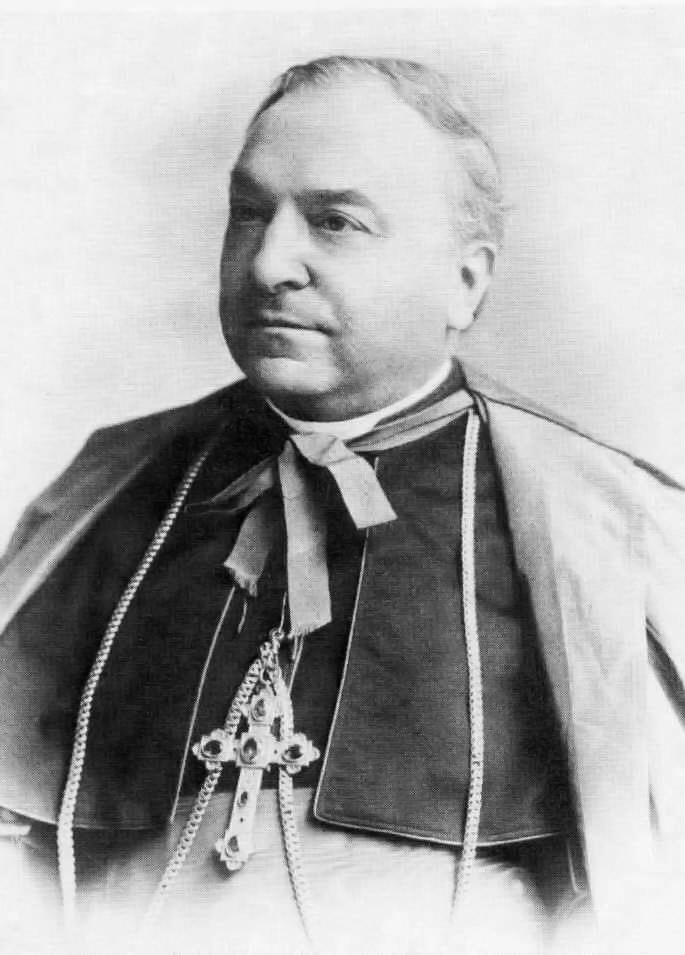
Pietro Gasparri (1852–1934)

- Gasparri, Stefano (* 1949), italienischer Mediävist
- Gasparrini, Eleonora (* 2002), italienische Radrennfahrerin
- Gaspary, Adolf (1849–1892), deutscher Romanist
- Gasparyan, Gohar (1924–2007), armenische Opernsängerin
- Gasparyan, Yervand (1871–1946), armenischer Kapitän
- Gaspelmayer, Matthäus (1872–1945), österreichischer Bauer und Politiker, Landtagsabgeordneter
- Gasper, Anna (* 1997), deutsche Fußballspielerin
- Gasper, Fritz († 2007), deutscher Politiker und Landrat
- Gasper, Matthias (* 1908), deutscher Sportjournalist
- Gasperi, Antonio (* 1948), italienischer Komponist und Musikpädagoge
- Gasperi, Klaus (* 1950), italienischer Bühnenbildner und Theaterdirektor
- Gasperín Gasperín, Mario de (* 1935), mexikanischer Geistlicher, Altbischof von Querétaro
- Gasperini, Brunella (1918–1979), italienische Journalistin und Autorin
- Gasperini, Fabio (* 1961), italienischer Wirtschaftsprüfer und Sekretär der Güterverwaltung des Apostolischen Stuhls
- Gasperini, Gian Piero (* 1958), italienischer Fußballspieler und -trainerGian Piero Gasperini (* 1958)

Gian Piero Gasperini (* 1958)

- Gasperini, Giovanni (* 1886), italienischer Turner
- Gasperini, Guido (1865–1942), italienischer Bibliothekar und Musikwissenschaftler
- Gasperini, Lonnie (1953–2024), US-amerikanischer Jazzmusiker (Orgel)
- Gasperl, Leo (1912–1997), österreichischer Skirennläufer und Trainer
- Gasperlmair, Simon (* 1997), österreichischer Fußballspieler
- Gasperoni, Alex (* 1984), san-marinesischer Fußballspieler
- Gasperoni, Bryan (* 1974), san-marinesischer Fußballspieler
- Gasperoni, Cesare Antonio (* 1944), san-marinesischer Politiker
- Gasperoni, Cristian (* 1970), italienischer Radrennfahrer
- Gasperoni, Ermenegildo (1906–1994), san-marinesischer Politiker, Regierungschef von San Marino
- Gasperoni, Ester Rota (* 1935), italienische Kinderbuchautorin
- Gasperoni, Federico (* 1976), san-marinesischer Fußballspieler
- Gasperoni, Lorenzo (* 1990), san-marinesischer Fußballspieler
- Gasperoni, Milena (* 1961), san-marinesische Politikerin
- Gasperoni, Pier Paolo (1950–1997), san-marinesischer Politiker
- Gasperotti, Silvia (* 1993), italienische Fußballschiedsrichterin
- Gasperov, Deni (* 1986), österreichischer Handballspieler
- Gasperschitz, Alfred (1912–1995), österreichischer Richter und Politiker (ÖVP), Abgeordneter zum Nationalrat, Mitglied des Bundesrates
- Gasperschitz, Anton (1885–1975), österreichischer Arbeitersekretär und Politiker, Landtagsabgeordneter
- Gaspıralı, Şefiqa (1886–1975), Krimtatarische Frauenrechtlerin und Journalistin
- Gaspirtz, Oliver (* 1970), deutscher Cartoonist und Maler
- Gaspoz, Alain (* 1970), beninisch-schweizerischer Fussballspieler
- Gaspoz, Joël (* 1962), Schweizer Skirennfahrer
- Gasprinskij, Ismail (1851–1914), krimtatarischer Intellektueller, Pädagoge, Verleger und Politiker
- Gašpuitis, Vytas (* 1994), litauischer Fußballspieler

### Gasq
- Gasque, Allard H. (1873–1938), US-amerikanischer Politiker
- Gasque, Elizabeth Hawley (1886–1989), US-amerikanische Politikerin
- Gasquet, Francis Aidan (1846–1929), britischer Kardinal der römisch-katholischen Kirche
- Gasquet, Joachim (1873–1921), französischer Schriftsteller und Kunstkritiker
- Gasquet, Richard (* 1986), französischer TennisspielerRichard Gasquet (* 1986)

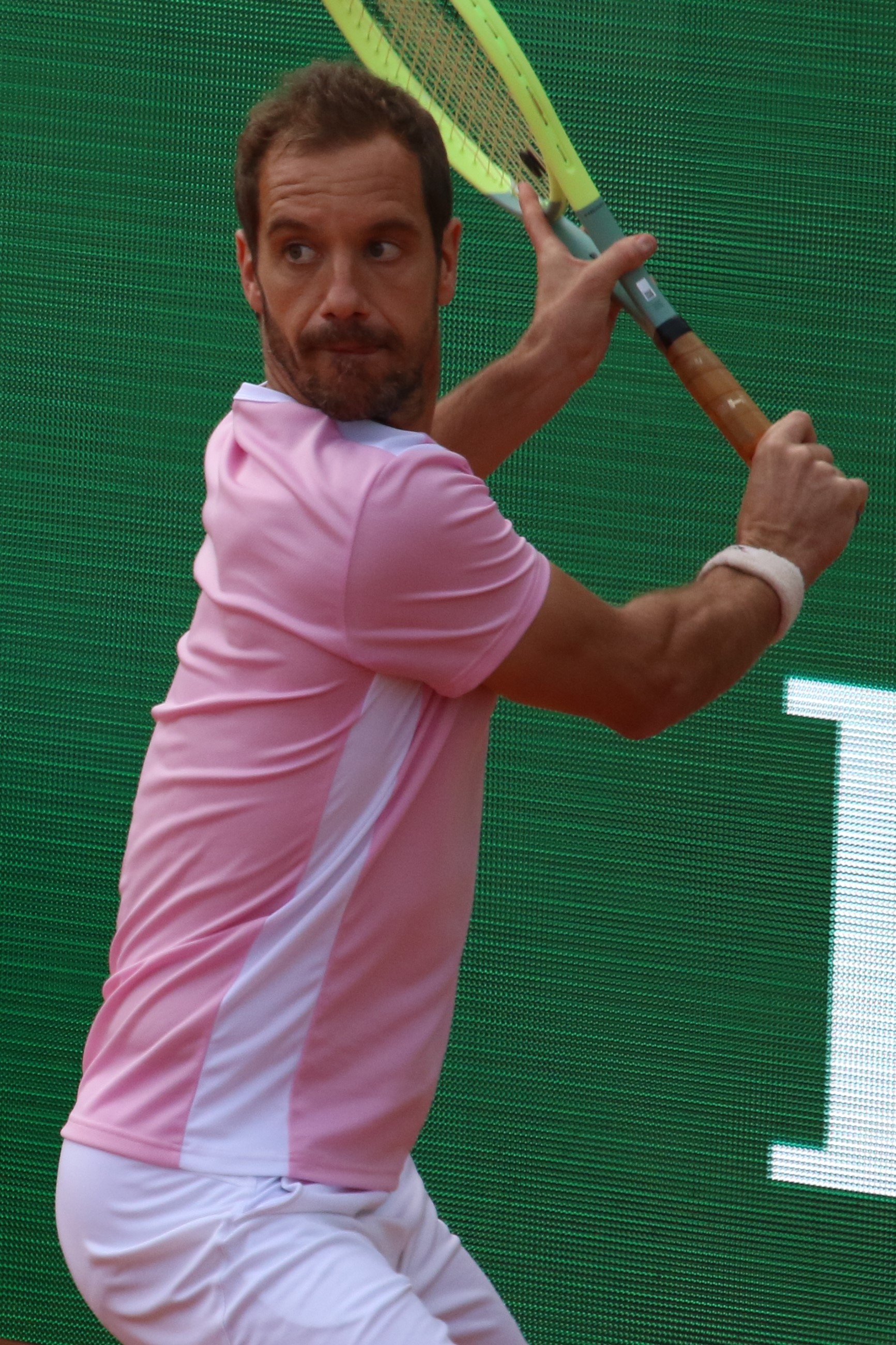
Richard Gasquet (* 1986)

### Gass
- Gass, Adolfo (1914–2010), argentinischer Diplomat und Politiker
- Gass, Alfred (1912–1987), Schweizer Flach- und Dekorationsmaler, Maler und Grafiker
- Gass, Barbara (* 1939), deutsche Fotografin, Autorin und Filmschauspielerin
- Gaß, Daniela (* 1980), deutsche Radsportlerin
- Gaß, Erasmus (* 1971), deutscher römisch-katholischer Theologe
- Gaß, Georg (1878–1944), österreichischer Tierarzt, Publizist, Belletrist und Politiker, Landtagsabgeordneter
- Gaß, Gerald (* 1963), deutscher Ökonom und Soziologe, Präsident der Deutschen Krankenhausgesellschaft
- Gass, Hanspeter (* 1955), Schweizer Politiker (FDP)
- Gass, Ian Graham (1926–1992), britischer Geologe
- Gass, Ivo (* 1981), Schweizer Hornist
- Gass, Jaco Van (* 1986), britischer Behindertenradsportler
- Gass, Joachim Christian (1766–1831), deutscher lutherischer Theologe und Hochschullehrer
- Gass, Karl (1917–2009), deutscher Filmschaffender und Dokumentarfilmregisseur
- Gass, Karl Eugen (1912–1944), deutscher Romanist
- Gass, Kyle (* 1960), US-amerikanischer Musiker und SchauspielerKyle Gass (* 1960)

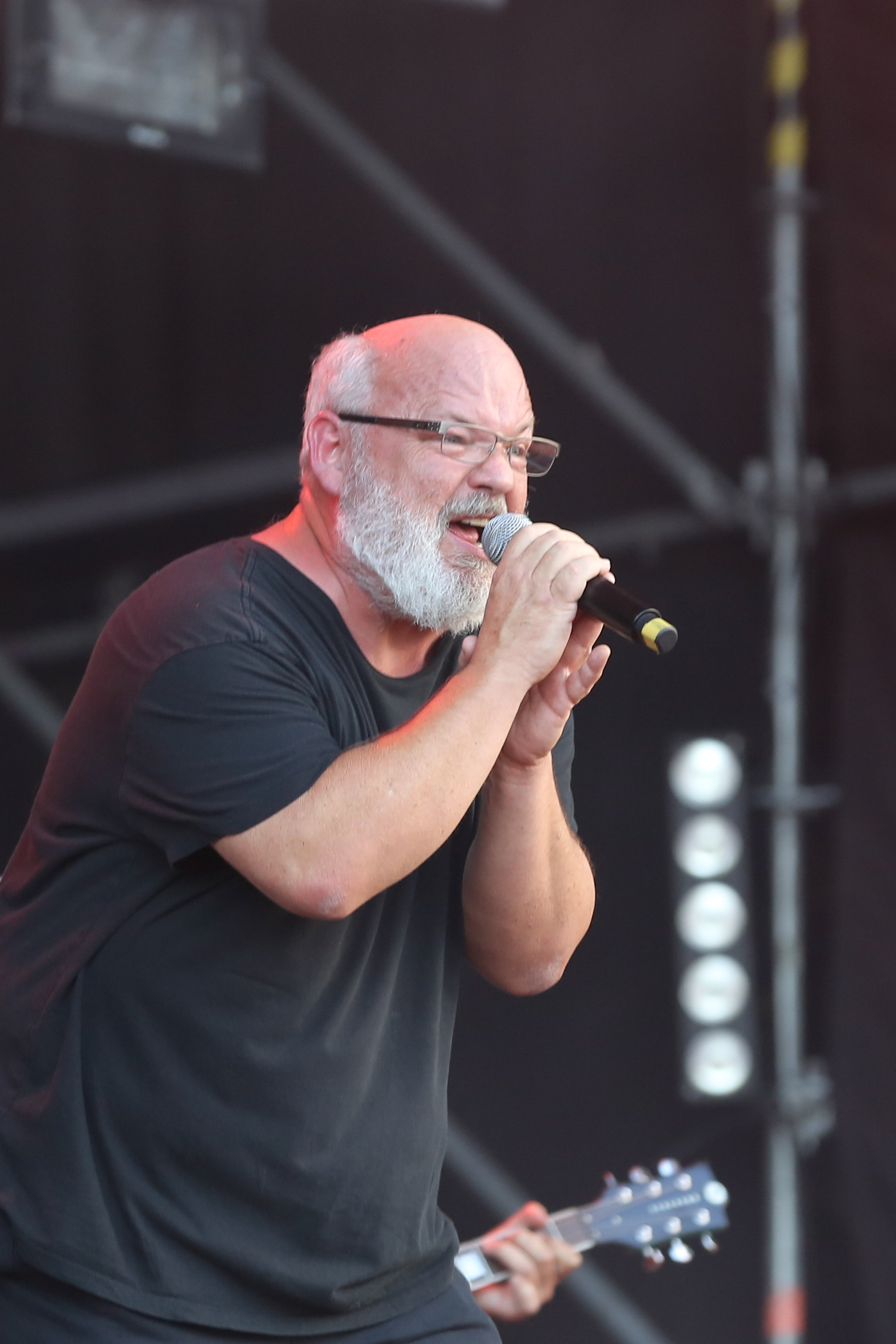
Kyle Gass (* 1960)

- Gass, Lars Henrik (* 1965), deutscher Autor und Filmkurator
- Gaß, Lisa Violetta (* 1984), deutsche Filmregisseurin
- Gaß, Nabo (* 1954), deutscher Glaskünstler
- Gass, Patrick (1771–1870), US-amerikanischer Soldat und Entdecker, Mitglied der Lewis-und-Clark-Expedition
- Gass, Simon (* 1956), britischer Botschafter
- Gass, Werner (* 1954), deutscher Fußballspieler
- Gaß, Wilhelm (1813–1889), protestantischer Theologe, Philosoph und Hochschullehrer
- Gass, William (1924–2017), US-amerikanischer Schriftsteller und Philosoph
- Gass-Donnelly, Ed (* 1977), kanadischer Filmregisseur, Filmproduzent, Drehbuchautor und Filmeditor

#### Gassa
- Gassajew, Waleri Georgijewitsch (* 1954), sowjetischer Fußballspieler und -trainer
- Gassama Cissokho, Kaba (* 1997), spanische Handballspielerin
- Gassama, Bakary (* 1979), gambischer Fußballschiedsrichter
- Gassama, Bella Awa, gambische Schauspielerin
- Gassama, Bintou, gambische Politikerin und Frauenrechtlerin
- Gassama, Lamine (* 1989), französischer Fußballspieler
- Gassama, Mama (* 1984), gambische Hochspringerin
- Gassama, Mamoudou (* 1996), malisch-französischer Lebensretter
- Gassama, Saihou (* 1993), gambischer Fußballspieler
- Gassama, Yankuba (* 1958), gambischer Politiker und Mediziner
- Gassama, Yaya (* 1967), gambischer Politiker
- Gassan, Erhard (1930–2005), deutscher Maler
- Gassan, Sadakatsu (1869–1943), Schwertschmied der Gassan-Schule
- Gassan, Sadakazu (1836–1918), Schwertschmied der Gassan-Schule
- Gassan-Dschalalow, Anuschawan (* 1947), sowjetischer Ruderer, Trainer und Sportfunktionär
- Gassanow, Abdulchalik (* 2001), russischer E-Sportler
- Gassanow, Dschamaladin Nabijewitsch (* 1964), russischer Politiker und Staatsmann (Dagestan)
- Gassanowa, Anastassija Dmitrijewna (* 1999), russische Tennisspielerin
- Gassanowa, Elina Elschadowna (* 1989), aserbaidschanisch-russische Tennisspielerin
- Gassauer, Karl (* 1931), deutscher Regisseur und Schriftsteller
- Gassaway, Percy Lee (1885–1937), US-amerikanischer Politiker

#### Gassd
- Gaßdorf, Rudolf (1933–2002), deutscher Politiker (CDU), MdBB

#### Gasse
- Gasse, Ferdinand (* 1780), französischer Komponist und Violinist
- Gasse, Françoise (1942–2014), französische Paläobiologin
- Gasse, Heinz-Peter (* 1952), deutscher Politiker (SPD), MdL
- Gasse, Hermann, deutscher Fußballspieler
- Gasse, Holger (* 1969), deutscher Politiker (CDU), MdL
- Gasse, Marcelo van (* 1976), brasilianischer Fußballschiedsrichterassistent
- Gassebner, Hans (1902–1966), deutscher Maler
- Gassée, Jean-Louis (* 1944), französischer Unternehmer
- Gassel, Lucas, flämischer Maler und Zeichner
- Gasseleder, Klaus (* 1945), deutscher Schriftsteller und Verleger
- Gasselich, Anton (1888–1953), österreichischer Lehrer und Politiker (GDVP, LB, VdU), Landtagsabgeordneter, Abgeordneter zum Nationalrat
- Gasselich, Felix (1930–2000), österreichischer Fußballspieler
- Gasselich, Felix (* 1955), österreichischer Fußballspieler
- Gasselich, Patrick (* 1989), österreichischer Politiker (ÖVP)
- Gasselsberger, Franz (* 1959), österreichischer BankmanagerFranz Gasselsberger (* 1959)

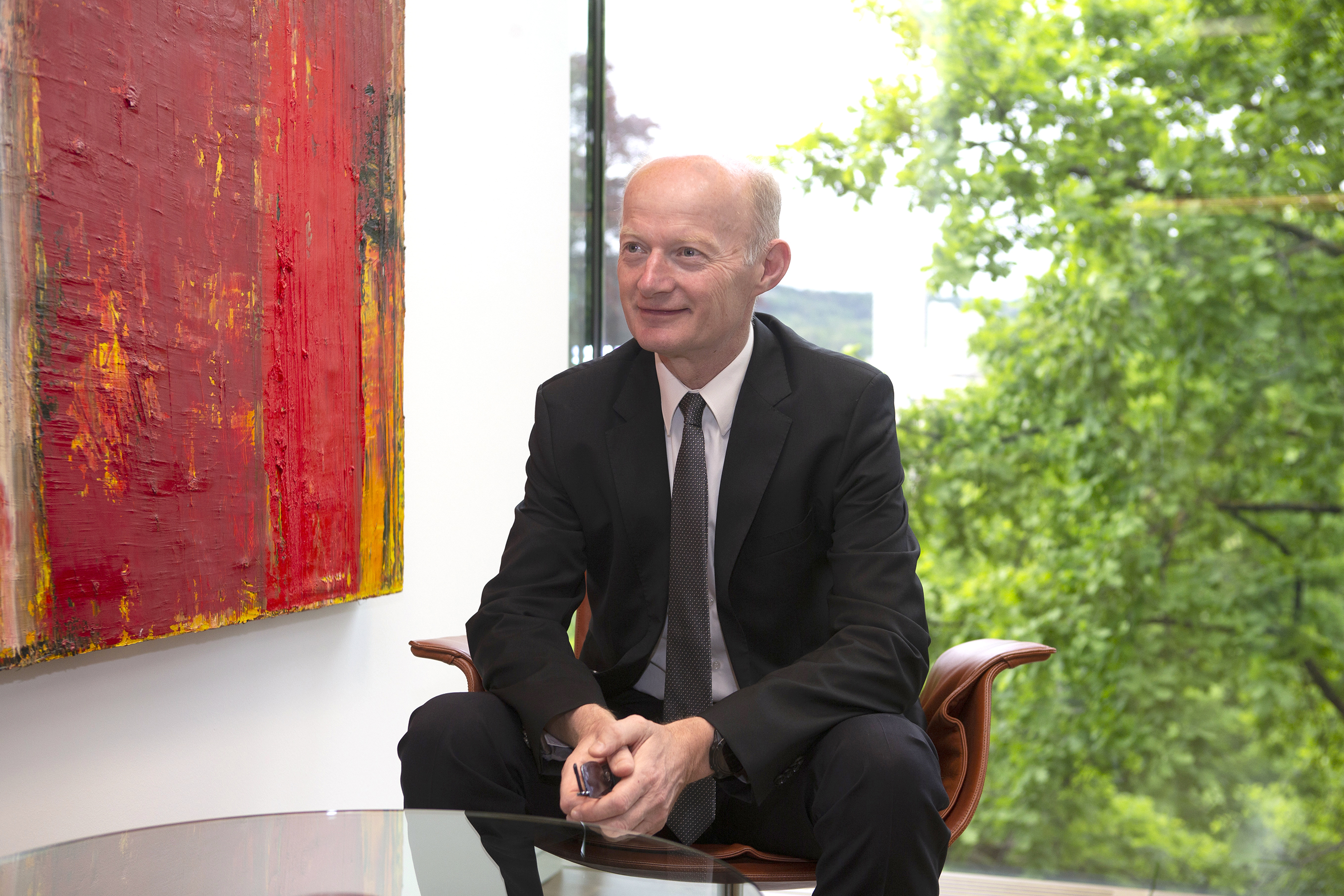
Franz Gasselsberger (* 1959)

- Gasselsberger, Martin (* 1980), österreichischer Jazzmusiker (Piano, Komposition)
- Gassen, Andreas (* 1962), deutscher Orthopäde, Unfallchirurg und Rheumatologe
- Gassen, Franziska An der (* 1978), deutsche Filmproduzentin
- Gassen, Gottlieb (1805–1878), deutscher Maler
- Gassen, Hans Günter (1938–2024), deutscher Biochemiker und Biotechnologe
- Gassen, Irineu (* 1942), brasilianischer Ordensgeistlicher, emeritierter römisch-katholischer Bischof von Vacaria
- Gassen, Joachim (* 1971), deutscher Ökonom und Hochschullehrer (Humboldt-Universität zu Berlin)
- Gassen, Joseline (* 1951), deutsche Schauspielerin und Synchronsprecherin
- Gassen, Kurt (1892–1981), deutscher Bibliothekar und Autor
- Gassen, Rainer Maria (1946–2025), deutscher Lyriker, Übersetzer und RezitatorRainer Maria Gassen (1946–2025)

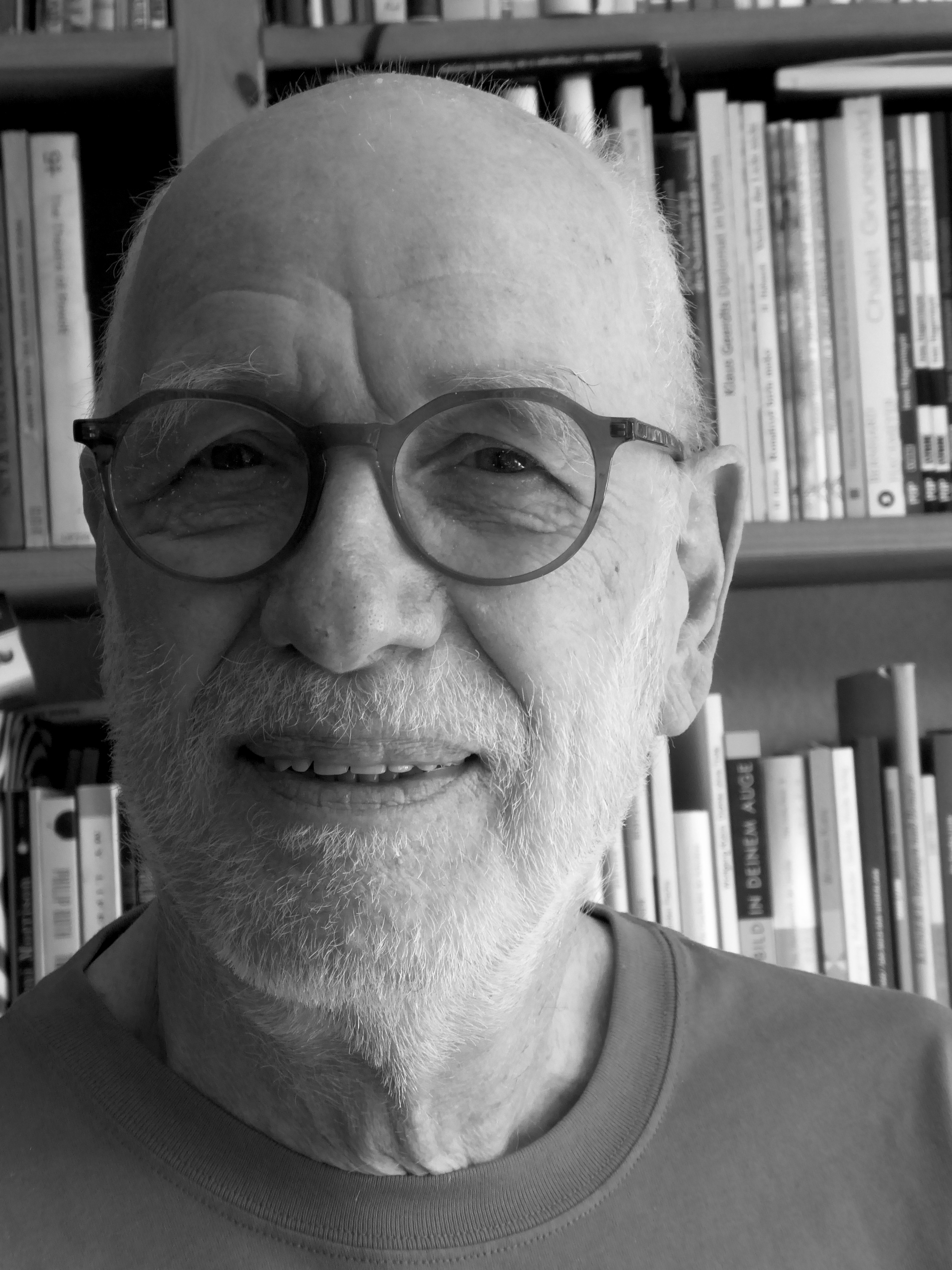
Rainer Maria Gassen (1946–2025)

- Gassen, Rolf D. (* 1942), deutscher Kommunalpolitiker (FDP)
- Gassendi, Pierre (1592–1655), französischer Theologe, Naturwissenschaftler und Philosoph
- Gassenhuber, Johann (* 1937), deutscher Maler und Zeichner
- Gassenmeier, Michael (1943–2023), deutscher Anglist und Hochschullehrer
- Gassenmeyer, Ottomar (1930–2012), deutscher Steinmetz und Bildhauer
- Gasser Pfulg, Esther (* 1968), Schweizer Politikerin, Landammann von Obwalden
- Gasser Vargas, Alberto (* 1953), bolivianischer Politiker
- Gasser, Achilles Pirminius (1505–1577), deutscher Historiker, Mediziner und Astrologe
- Gasser, Adolf (1877–1948), Schweizer Lehrer und Politiker
- Gasser, Adolf (1903–1985), Schweizer Historiker
- Gasser, Albert (* 1938), schweizerischer, römisch-katholischer Theologe und Kirchenhistoriker
- Gasser, Anna (* 1991), österreichische SnowboarderinAnna Gasser (* 1991)

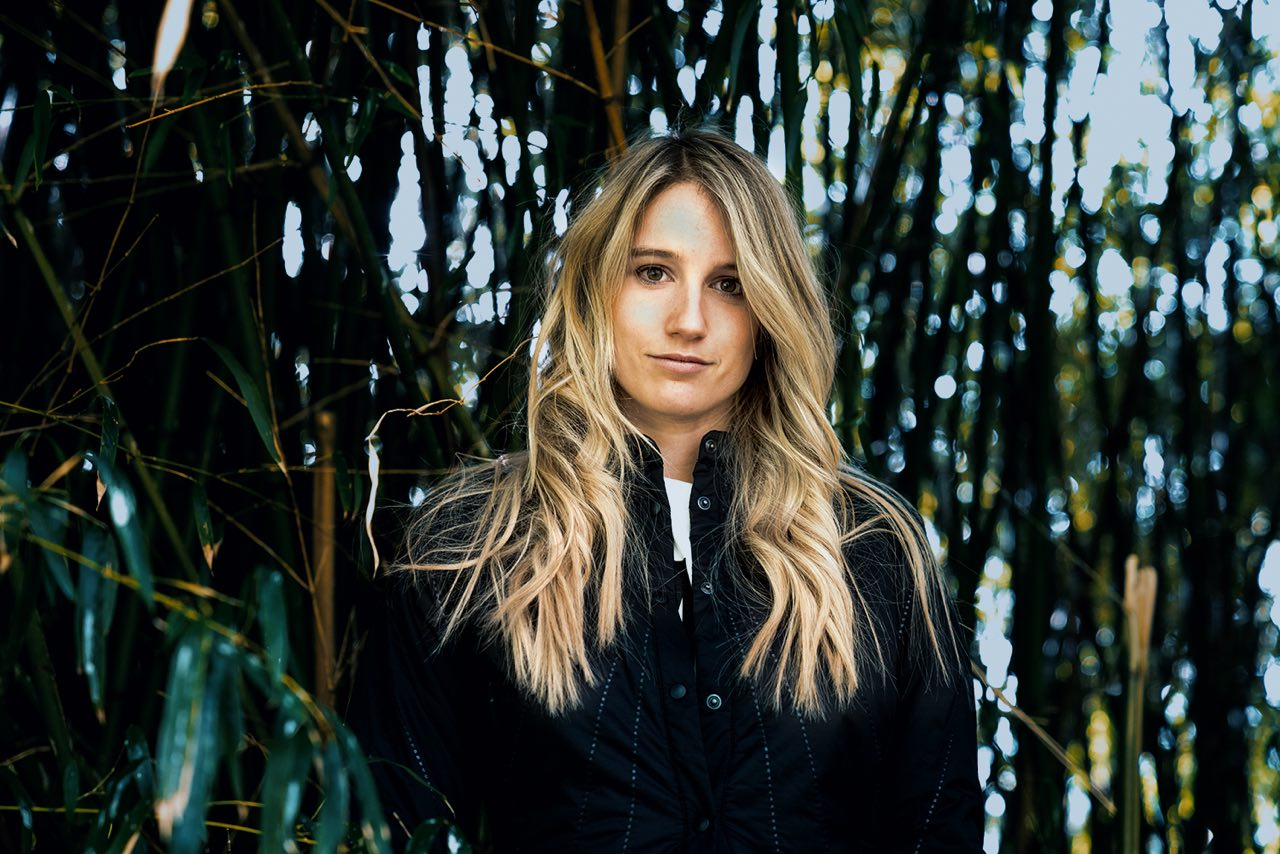
Anna Gasser (* 1991)

- Gasser, Barbara (* 1989), österreichische Kunstturnerin
- Gasser, Beat (1892–1967), Schweizer Bildhauer und Holzschnitzer
- Gasser, Birgit, deutsche Filmeditorin
- Gasser, Bruno (1947–2010), Schweizer Maler, bildender Künstler, Herausgeber, Autor
- Gasser, Cassian Maria (1837–1910), italienischer römisch-katholischer Priester, Barmherziger Bruder und Generalprior
- Gasser, Cédric (* 1998), Schweizer Fussballspieler
- Gasser, Christian (1906–1990), Schweizer Wirtschaftsführer und Mitbegründer des Gotthardbundes
- Gasser, Christian (* 1963), Schweizer Autor, Journalist und Hörfunkmoderator
- Gasser, Christof (* 1960), Schweizer Schriftsteller
- Gasser, Conny (1938–2007), Schweizer Unternehmer
- Gasser, Conrad (1912–1982), Schweizer Kinderarzt und Hämatologe
- Gasser, Daniel (* 1988), österreichischer Eishockeyspieler
- Gasser, Elsa (1896–1967), schweizerische Ökonomin
- Gasser, Emil (1847–1919), deutscher Anatom und Hochschullehrer
- Gasser, Florian (* 1981), österreichischer Journalist und Autor
- Gasser, Gaby (* 1944), Schweizer Schauspielerin
- Gasser, Georg (1857–1931), Kunstmaler, Sammler und Naturhistoriker
- Gasser, Hanns (1817–1868), österreichischer Maler und Bildhauer
- Gasser, Hans (1902–1985), Schweizer Politiker und Unternehmer
- Gasser, Hans (* 1937), österreichischer Landwirt und Politiker (ÖVP), Landtagsabgeordneter, Abgeordneter zum Nationalrat, Mitglied des Bundesrates
- Gasser, Hans-Heini (1932–2022), Schweizer Politiker und Bauingenieur
- Gasser, Heidy (* 1957), Schweizer Schriftstellerin
- Gasser, Helmi (1928–2015), Schweizer Kunsthistorikerin und Autorin
- Gasser, Herbert Spencer (1888–1963), amerikanischer Neurophysiologe
- Gasser, Jacqueline (* 1990), Schweizer Sprinterin
- Gasser, Johann (1847–1896), österreichischer Büchsenmacher und Fabrikant
- Gasser, Johann Lorenz (1723–1765), österreichischer Anatom
- Gasser, Johannes (* 1991), österreichischer Politiker (NEOS)
- Gasser, Josef (1816–1900), österreichischer Bildhauer
- Gasser, Josef (1873–1957), Komponist und Kirchenmusiker
- Gasser, Josias (* 1952), Schweizer Politiker (GLP)
- Gasser, Karl Heinz (1944–2023), deutscher Politiker (CDU) und Rechtsanwalt
- Gasser, Katja (* 1975), österreichische Kulturredakteurin
- Gasser, Leopold (1836–1871), österreichischer Unternehmer
- Gasser, Linda (* 1989), deutsche Regisseurin, Drehbuchautorin und Szenenbildnerin
- Gasser, Lukas (* 1986), Schweizer Politiker (GLP)
- Gasser, Luke (* 1966), Schweizer Filmemacher, Bildhauer, Maler, Musiker, Schauspieler und Buchautor
- Gasser, Manuel (1909–1979), Schweizer Journalist, Feuilletonist und Mitbegründer der Weltwoche
- Gasser, Markus (* 1967), österreichischer Literaturwissenschaftler und AutorMarkus Gasser (* 1967)

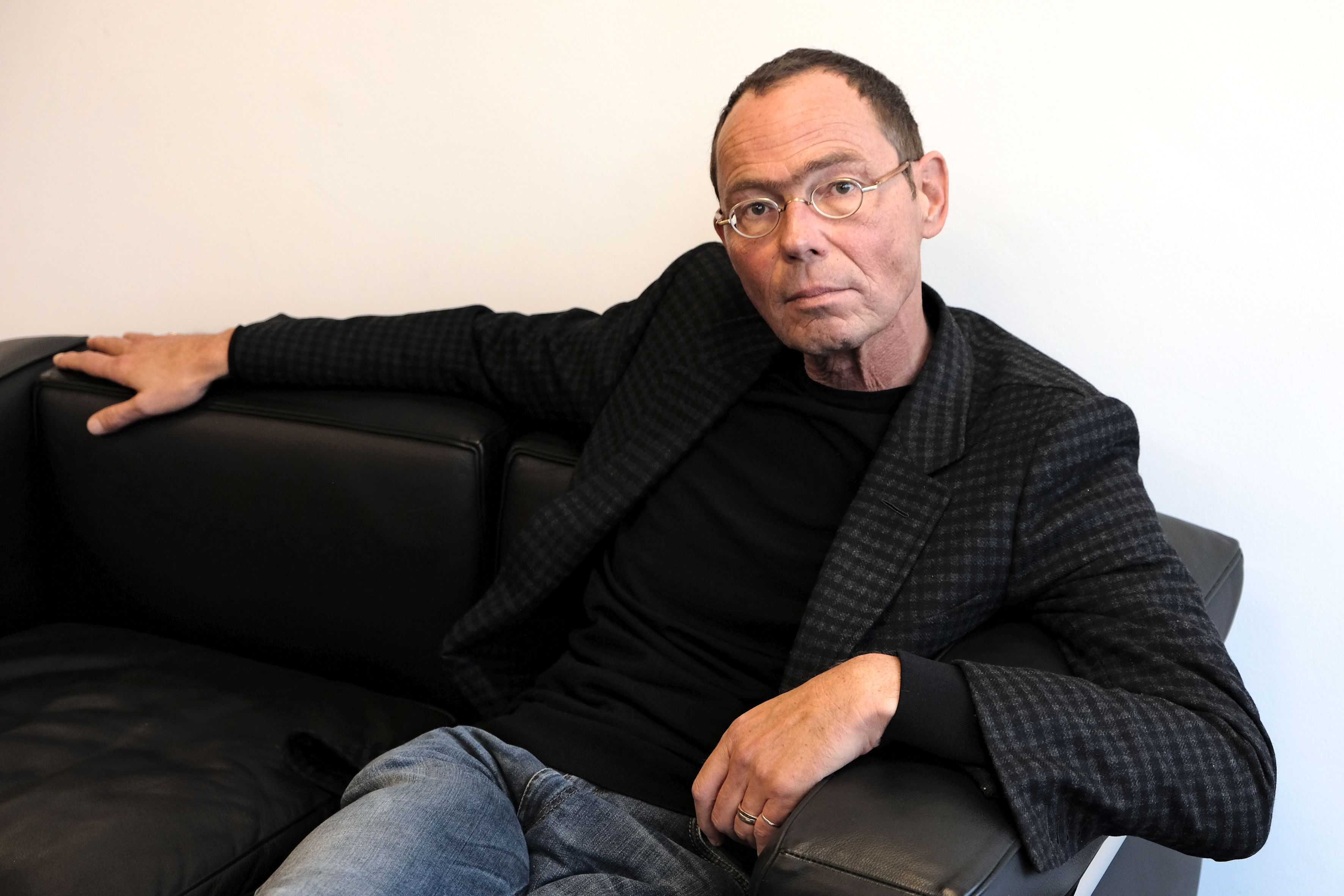
Markus Gasser (* 1967)

- Gasser, Martin (* 1955), Schweizer Fotograf und Wissenschaftler
- Gasser, Martin (* 1990), österreichischer Jazzmusiker (Altsaxophon, Komposition)
- Gasser, Max (1872–1954), deutscher Photogrammeter und Geodät
- Gasser, Max (1886–1961), deutscher Jurist
- Gasser, Melanie (* 1987), Schweizer Politikerin (GLP)
- Gasser, Michael († 1677), Barockbildhauer
- Gasser, Mischa (* 1991), Schweizer Freestyle-Skisportler
- Gasser, Patrick (* 1985), Schweizer Freestyle-Skisportler
- Gasser, Paul (* 1938), Schweizer Autor
- Gasser, Peter (* 1947), Schweizer Fotograf
- Gasser, Peter (* 1951), Schweizer Germanist
- Gasser, Peter (* 1960), Schweizer Psychiater und Psychotherapeut
- Gasser, Philipp (* 1958), Schweizer Medienkünstler und Illustrator
- Gasser, Rudolf von (1829–1904), bayerischer Diplomat und Hofbeamter
- Gasser, Sandra (* 1962), Schweizer Mittelstreckenläuferin
- Gasser, Siegfried (1941–2022), österreichischer Politiker
- Gasser, Simon Peter (1676–1745), deutscher Rechtswissenschaftler und Ökonom
- Gasser, Sophie (1892–1978), Schweizer Schriftstellerin
- Gasser, Stefan (* 1960), deutscher Richter am deutschen Bundessozialgericht
- Gasser, Susan M. (* 1955), US-amerikanisch-schweizerische Molekularbiologin
- Gasser, Thomas (* 1958), deutscher Neurowissenschaftler
- Gasser, Ulrich (* 1950), Schweizer Komponist und Flötist
- Gasser, Urs (* 1972), Schweizer Rechtswissenschaftler
- Gasser, Vinzenz (1809–1879), österreichischer Theologe, Philosoph, Politiker und Fürstbischof von Brixen
- Gasser, Willfried (* 1957), Schweizer Arzt, Sexualtherapeut, Kantonspolitiker Bern
- Gasser, Wolfgang (1927–2007), österreichischer Schauspieler
- Gassert, Hannes (* 1981), Schweizer Unternehmer
- Gassert, Heinrich (1857–1928), deutscher Arzt, Schriftsteller und Liedtexter
- Gassert, Herbert (1929–2011), deutscher Industriemanager
- Gassert, Philipp (* 1965), deutscher Historiker
- Gasset, Jean-Louis (* 1953), französischer Fußballtrainer und -spieler

#### Gassi
- Gassi, Waleri Dmitrijewitsch (1948–2004), sowjetischer Handballspieler
- Gassier, Pierre (1915–2000), französischer Kunstkritiker und Kunsthistoriker
- Gassijew, Murat Georgijewitsch (* 1993), russischer BoxerMurat Georgijewitsch Gassijew (* 1993)

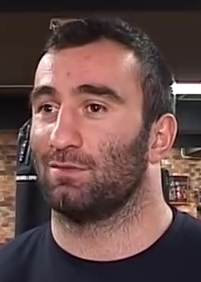
Murat Georgijewitsch Gassijew (* 1993)

- Gassilin, Alexei Jewgenjewitsch (* 1996), russischer Fußballspieler
- Gassina, Ferdinand (* 1992), tschadischer Fußballspieler
- Gassion, Jean de (1609–1647), französischer Aristokrat und Militär, Marschall von Frankreich
- Gassiot, John Peter (1797–1877), britischer Kaufmann und Amateur-Wissenschaftler
- Gassire, Walter (1946–2023), uruguayischer Fußballtorhüter
- Gassis, Macram Max (1938–2023), sudanesischer Geistlicher, römisch-katholischer Bischof von El Obeid

#### Gassl
- Gäßler, Ernst (1889–1945), deutscher Politiker (KPD), MdL Baden, Bauernfunktionär
- Gassler, Esther (* 1951), Schweizer Politikerin, Landammann von Solothurn
- Gäßler, Ewald (1943–2010), deutscher Kunsthistoriker und Museumsdirektor
- Gäßler, Hermann Edler von (1876–1960), deutscher Verwaltungsjurist
- Gässler, Patrick (* 1984), deutscher Squashspieler
- Gäßler, Thomas (* 1962), deutscher Schauspieler und Moderator
- Gasslitter, Verena (* 1996), italienische Skirennläuferin

#### Gassm
- Gassman, Paul G. (1935–1993), US-amerikanischer Chemiker
- Gassman, Vittorio (1922–2000), italienischer SchauspielerVittorio Gassman (1922–2000)

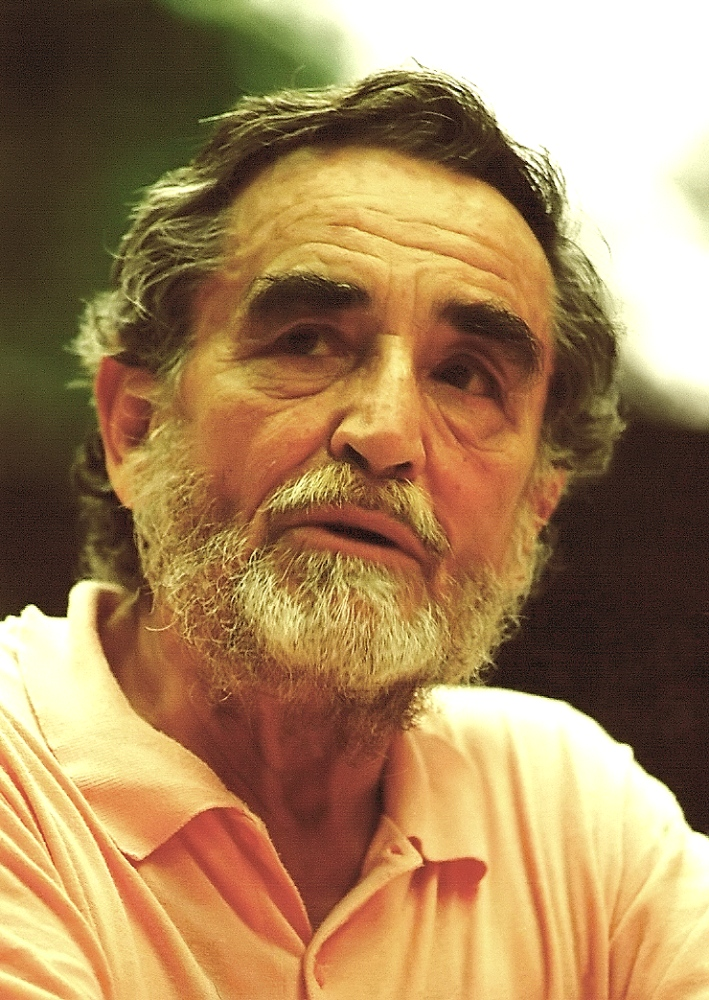
Vittorio Gassman (1922–2000)

- Gassmann, Alessandro (* 1965), italienischer Schauspieler
- Gassmann, Alfred Leonz (1876–1962), Schweizer Musiker, Komponist und Autor
- Gassmann, Arno (1968–2019), deutscher Literaturwissenschaftler, Romanautor und Kommunalpolitiker
- Gassmann, Arnold (1873–1943), Schweizer Zollbeamter
- Gaßmann, Carl Georg Eduard (1779–1854), deutscher Theaterschauspieler
- Gassmann, Florian Leopold (1729–1774), österreichischer Komponist
- Gassmann, Franz, deutscher Alchemist
- Gassmann, Franz Josef (1755–1802), Schweizer Buchdrucker, Buchhändler, Zeitungsgründer und Redaktor
- Gassmann, Franz Joseph Amatus (1812–1884), Schweizer Buchdrucker, Zeitungsgründer und Redaktor
- Gassmann, Fritz (1899–1990), Schweizer Geophysiker und Mathematiker
- Gaßmann, Georg (1910–1987), deutscher Politiker (SPD), MdL, Oberbürgermeister von Marburg
- Gaßmann, Günther (1931–2017), deutscher evangelisch-lutherischer Theologe
- Gassmann, Jacques (* 1963), deutscher Maler und Zeichner
- Gassmann, Jan (* 1983), Schweizer Filmregisseur
- Gassmann, Jan (* 1997), österreichischer Fußballspieler
- Gassmann, Jasmin (* 1989), deutsche SchauspielerinJasmin Gassmann (* 1989)

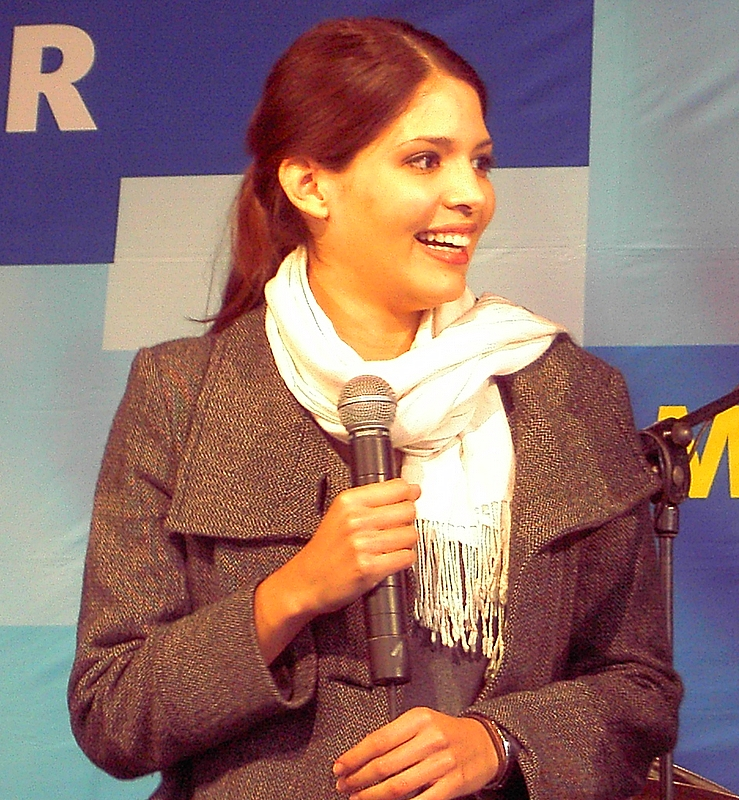
Jasmin Gassmann (* 1989)

- Gassmann, Leo (* 1998), italienischer Popsänger
- Gassmann, Lothar (* 1958), deutscher evangelikaler Publizist und Theologe
- Gassmann, Michael (* 1966), deutscher Kulturmanager, Musikwissenschaftler, Journalist und Organist
- Gassmann, Oliver (* 1967), schweizerisch-deutscher Wirtschaftswissenschaftler
- Gassmann, Pierre († 2004), deutsch-französischer Fotograf und Fotolaborant
- Gassmann, Pierre (1932–2011), Schweizer Politiker (SP)
- Gassmann, Ralph (* 1977), schweizerisch-britischer Schauspieler
- Gassmann, Rita (1935–2014), Schweizer Gewerkschafterin und Politikerin (SP)
- Gaßmann, Rolf (* 1950), deutscher Politiker (SPD), MdL
- Gassmann, Ruth (1935–2020), deutsche Schauspielerin
- Gassmann, Theodor (1828–1871), deutscher Bühnenschriftsteller
- Gaßmann, Walter (1903–1979), deutscher Industriemanager und Politiker (CDU)
- Gassmann, Willy (1921–1992), Schweizer Verleger
- Gassmann, Wolfgang (* 1967), österreichischer Fußballspieler und Trainer

#### Gassn
- Gassner, Alexander (* 1989), deutscher Skeletonpilot
- Gaßner, Alfons (1923–2001), deutscher Politiker (BP, CSU), MdL
- Gassner, Andre (1847–1925), österreichischer Industrieller
- Gassner, Andre (1883–1959), österreichischer Politiker und Unternehmer, Landtagsabgeordneter zum Vorarlberger Landtag
- Gassner, Andrea (* 1975), österreichische Gestalterin und Grafikdesignerin
- Gassner, Anton (1851–1924), österreichischer Industrieller und Bergsteiger
- Gassner, Carl (1855–1942), deutscher Unternehmer und Erfinder
- Gassner, Christof (* 1941), Schweizer Grafik-Designer
- Gassner, Cornelia (1958–2016), liechtensteinische Politikerin (FBP)
- Gassner, Dennis (* 1948), kanadischer Artdirector und Szenenbildner
- Gassner, Edmund (1908–2004), deutscher Stadtplaner und Universitätsrektor
- Gaßner, Elisabetha († 1788), deutsche Sacklangerin
- Gassner, Elmar (1936–1975), Schweizer Radrennfahrer
- Gaßner, Ernst (1908–1988), deutscher Ingenieur
- Gaßner, Ferdinand Simon (1798–1851), österreichisch-deutscher Musiker und Musikschriftsteller
- Gaßner, Georg (1883–1951), Präsident des Gauarbeitsamtes Mark Brandenburg
- Gassner, Guido (1859–1933), österreichischer Politiker (GDVP), Landtagsabgeordneter zum Vorarlberger Landtag
- Gassner, Gustav (1881–1955), deutscher Botaniker
- Gassner, Hans (1898–1973), liechtensteinischer Politiker (FBP)
- Gaßner, Hartmut (* 1956), deutscher Rechtsanwalt
- Gassner, Heinrich (1847–1905), Oberbürgermeister von Mainz
- Gassner, Helmut (1929–1990), deutscher Filmarchitekt und Szenenbildner
- Gassner, Hermann junior (* 1988), deutscher Rallyefahrer
- Gaßner, Hubertus (* 1950), deutscher Kunsthistoriker und Kurator
- Gassner, Johann (1933–1985), österreichischer Politiker (ÖVP), Abgeordneter zum Nationalrat, Mitglied des Bundesrates
- Gaßner, Johann Joseph (1727–1779), österreichisch-deutscher römisch-katholischer Geistlicher, Exorzist und Wunderheiler
- Gassner, John (1903–1967), ungarisch-amerikanischer Theaterwissenschaftler, Kulturjournalist, Pädagoge und Herausgeber
- Gassner, Josef (1890–1969), österreichischer Politiker (SPÖ), Landtagsabgeordneter, Mitglied des Bundesrates
- Gassner, Josef (* 1944), liechtensteinischer Skirennläufer
- Gaßner, Josef M. (* 1966), deutscher Astrophysiker und SachbuchautorJosef M. Gaßner (* 1966)

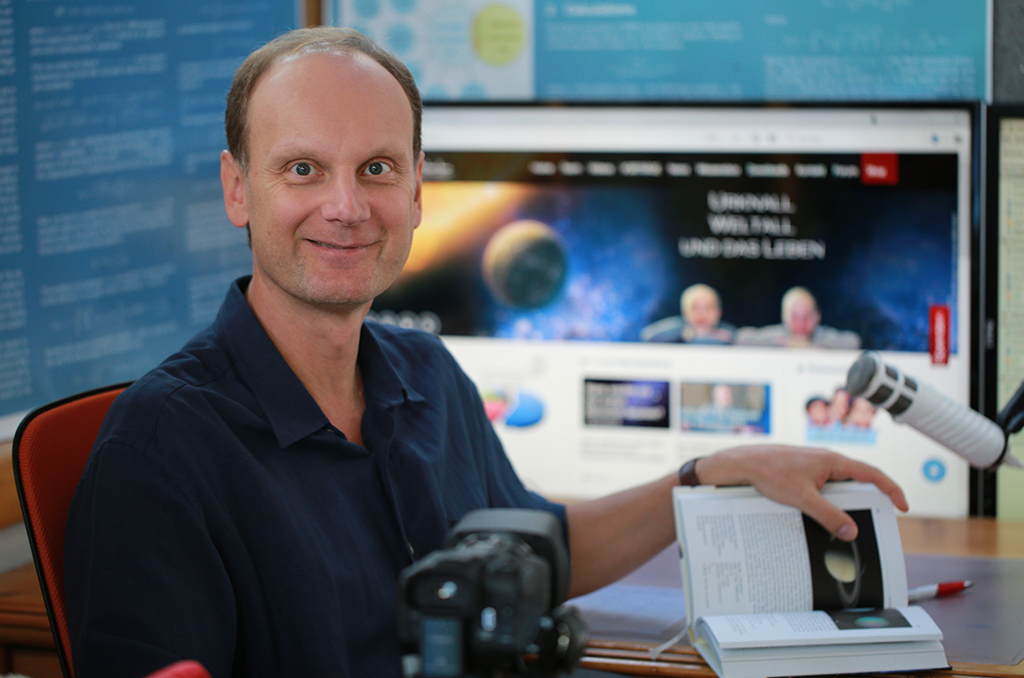
Josef M. Gaßner (* 1966)

- Gassner, Kathi, deutsche Rechtswissenschaftlerin
- Gaßner, Klaus (* 1962), deutscher Historiker und Kirchenmusiker
- Gaßner, Kurt (* 1947), österreichischer Lehrer und Politiker (SPÖ), Abgeordneter zum Nationalrat
- Gassner, Markus (* 1945), Schweizer Arzt, Immunologe und Allergologe
- Gassner, Markus (* 1968), liechtensteinischer Fussballspieler
- Gassner, Martin (1913–1985), österreichischer Landwirt und Politiker (ÖVP), Nationalratsabgeordneter
- Gassner, Max (1926–1994), liechtensteinischer Skirennläufer
- Gaßner, Mechthild, deutsche Autorin, Dokumentarfilmerin und Fernsehproduzentin
- Gaßner, Michael (1805–1883), altösterreichischer katholischer Geistlicher
- Gassner, Philipp (* 2003), liechtensteinischer Fussballspieler
- Gassner, Rainer (* 1958), liechtensteinischer Rennrodler
- Gassner, Reinhard (* 1950), österreichischer Grafikdesigner
- Gaßner, Samuel (* 2001), österreichischer Judoka
- Gassner, Sebastian (* 1987), liechtensteinischer Politiker (FBP)
- Gassner, Thomas († 1548), reformierter Theologe und Reformator
- Gassner, Ulrich M. (* 1957), deutscher Rechtswissenschaftler
- Gassner, Verena (* 1956), österreichische Archäologin
- Gaßner, Wilhelm (1906–1959), deutscher Politiker (CSU)
- Gassner-Herz, Martin (* 1985), deutscher Politiker (FDP), MdB
- Gaßner-Wechs, Toni (1900–1956), deutsche Mundartdichterin
- Gassnerin, Katharina, in Triesen als Hexe zum Tode verurteilte, aber entflohene Person

#### Gasso
- Gassoff, Bob (1953–1977), kanadischer Eishockeyspieler
- Gassongo, Benoît (1912–1981), kongolesischer römisch-katholischer Geistlicher und Weihbischof in Fort-Rousset

#### Gassu
- Gaššulawiya, Frau des hethitischen Großkönigs Muršili II. und ethitische Großkönigin
- Gaššuliyawiya, hethitische Prinzessin

### Gast
- Gast, Alice (* 1958), US-amerikanische Chemikerin und Hochschullehrerin
- Gast, Arvid (* 1962), deutscher Organist und Hochschullehrer
- Gast, August (1819–1891), deutschamerikanischer Lithograf und Unternehmer
- Gast, Dominik (* 1981), deutscher American-Football-Spieler
- Gast, Erich (1913–1993), deutscher Diplom-Ingenieur und ehemaliger Richter am Bundespatentgericht
- Gast, Fido (* 1957), deutscher Handballspieler und -trainer
- Gast, Frido (1929–2018), deutscher Handballspieler und -trainer
- Gast, Gabriele (* 1943), deutsche Doppelagentin
- Gast, Hubert (* 1887), deutscher Gewerkschafter und Politiker (Zentrum), MdL
- Gast, Jessica (* 1970), deutsche Schauspielerin
- Gast, Johann Friedrich II. (1815–1893), deutscher Orgelbauer und Scharfrichter
- Gast, Johann George (* 1755), deutscher Orgelbauer
- Gast, Johannes († 1552), Schweizer evangelischer Geistlicher
- Gast, John (1842–1896), US-amerikanischer Maler und Lithograf
- Gast, Josef (1762–1829), österreichischer Orgelbauer
- Gast, Katharina (* 1984), deutsche Fernsehmoderatorin, Sprecherin, Fotografin
- Gast, Leon (1936–2021), US-amerikanischer Regisseur, Produzent und Fotograf
- Gast, Leopold (1810–1898), deutschamerikanischer Lithograf und Unternehmer
- Gast, Lilli (* 1956), deutsche Psychologin
- Gast, Lise (1908–1988), deutsche Autorin
- Gast, Louis (1819–1882), Ehrenbürger von Wittenberg
- Gast, Margaret (1876–1968), US-amerikanische Radrennfahrerin
- Gast, Michel (1930–2022), französischer Filmproduzent und Filmregisseur
- Gast, Paul (1876–1941), deutscher Geodät und Rektor der RWTH Aachen
- Gast, Paul Werner (1930–1973), US-amerikanischer Geochemiker
- Gast, Peter (1854–1918), deutscher Schriftsteller und KomponistPeter Gast (1854–1918)

Peter Gast (1854–1918)

- Gast, Robert (* 1984), deutscher Physiker und Wissenschaftsjournalist
- Gast, Siegfried (* 1938), deutscher Fußballspieler
- Gast, Silke (* 1972), deutsche Leichtathletin
- Gast, Thomas (* 1961), deutscher Autor, Webvideoproduzent und Soldat
- Gast, Werner (1910–1995), deutscher Journalist und Politiker (DDR-CDU)
- Gast-Rosse, Suze ter (1884–1968), niederländische Malerin und Aquarellistin
- Gastager, Heimo (1925–1991), österreichischer Reformpsychiater
- Gastaldello, Béryl (* 1995), französische Schwimmerin
- Gastaldello, Daniele (* 1983), italienischer Fußballspieler
- Gastaldi, Ernesto (* 1934), italienischer Drehbuchautor und Filmregisseur
- Gastaldi, Girolamo (1616–1685), italienischer Geistlicher und Kardinal
- Gastaldi, Jacopo († 1566), italienischer Kartograf
- Gastaldi, Nicol (* 1990), argentinische Skirennläuferin
- Gastaldi, Sebastiano (* 1991), argentinischer Skirennläufer
- Gastaldon, Stanislao (1861–1939), italienischer Komponist
- Gastaldy, Joseph (1741–1805), französischer Arzt
- Gastambide, Franck (* 1978), französischer Schauspieler, Filmregisseur und Drehbuchautor
- Gastaud, Jacques, monegassischer Autorennfahrer
- Gastaud, Marie-Charlotte (* 1999), monegassische Sprinterin
- Gastauer, Ben (* 1987), luxemburgischer Radrennfahrer
- Gastauer-Claire, Yvette (* 1957), luxemburgische Bildhauerin und Medailleurin
- Gastaut, Henri (1915–1995), französischer Neurologe, klinischer Neurophysiologe und Epileptologe
- Gastdorf, Johanna (* 1959), deutsche SchauspielerinJohanna Gastdorf (* 1959)

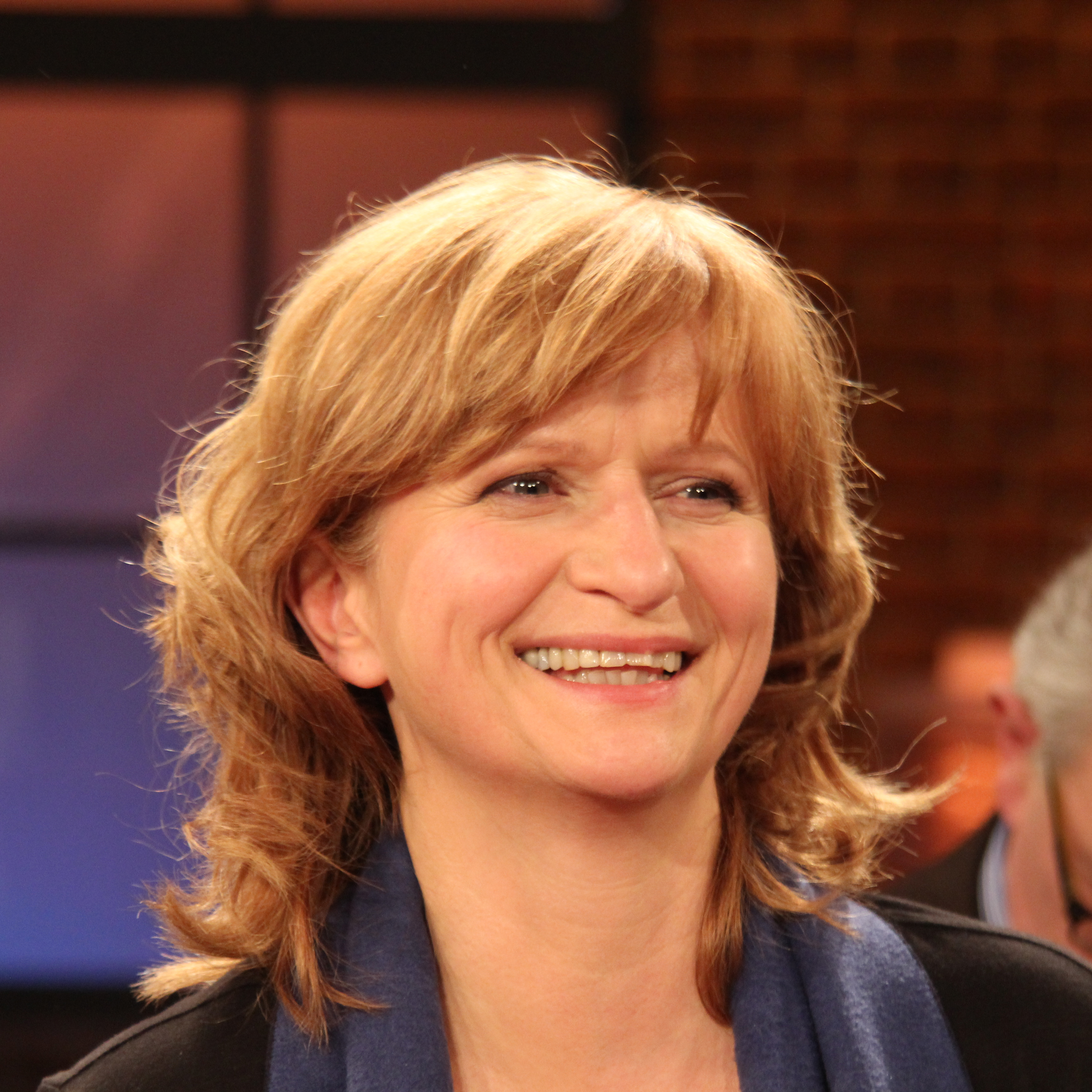
Johanna Gastdorf (* 1959)

- Gaste, Ernst (1898–1972), deutscher Eiskunstläufer
- Gasté, Georges (1869–1910), französischer Maler
- Gaste, Ilse (1906–1991), deutsche Eiskunstläuferin
- Gasté, Loulou (1908–1995), französischer KomponistLoulou Gasté (1908–1995)

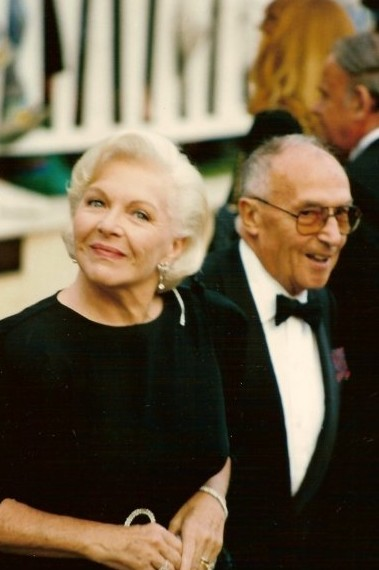
Loulou Gasté (1908–1995)

- Gasteiger, Albert Joseph (1823–1890), österreichischer Diplomat, Ingenieur und Forschungsreisender
- Gasteiger, Anna (1877–1954), deutsche Malerin
- Gasteiger, Arno (* 1947), österreichischer Politiker (ÖVP), Landeshauptmann-Stellvertreter
- Gasteiger, Ferdinand (1901–1969), kroatisch-deutscher Abgeordneter im Parlament des Unabhängigen Staats Kroatien, „Wirtschaftsführer“ der „Deutschen Volksgruppe“ ebenda
- Gasteiger, Gertrud (* 1959), österreichische Skilangläuferin
- Gasteiger, Hans (1876–1965), deutscher Politiker (SPD), Minister und Mitglied des Bayerischen Landtags
- Gasteiger, Hans von (1499–1577), österreichischer Wasserbaumeister der Renaissance
- Gasteiger, Heinrich (* 1957), italienischer Koch und Fachbuchautor (Südtirol)
- Gasteiger, Hubert A., deutscher Chemiker und Hochschullehrer
- Gasteiger, Hugo (1899–1978), österreichisch-deutscher Ophthalmologe und Hochschullehrer
- Gasteiger, Jakob (* 1953), österreichischer Maler
- Gasteiger, Johann (* 1941), deutscher Chemiker
- Gasteiger, Josef Ladurner (1915–2013), italienischer Obmann des Südtiroler Bauernbundes
- Gasteiger, Karl (1857–1930), österreichischer Politiker
- Gasteiger, Klaus (* 1965), österreichischer Politiker (SPÖ), Landtagsabgeordneter in Tirol, Mitglied des Bundesrates
- Gasteiger, Mathias (1871–1934), deutscher Bildhauer und Zeichner
- Gasteiger, Michael (1877–1957), bayerischer Kommunalpolitiker
- Gasteiger, Sabine (* 1956), österreichische Behindertensportlerin und Paralympics-Medaillengewinnerin
- Gastel, Giovanni (1955–2021), italienischer Fotograf
- Gastel, Jean-Paul van (* 1972), niederländischer Fußballspieler
- Gastel, Jo van (1887–1969), niederländischer Bogenschütze
- Gastel, Matthias (* 1970), deutscher Politiker (Bündnis 90/Die Grünen), MdB und Unternehmer
- Gastell, Franz (1840–1927), deutscher Bildhauer
- Gastell, Norbert (1929–2015), deutscher Schauspieler und SynchronsprecherNorbert Gastell (1929–2015)

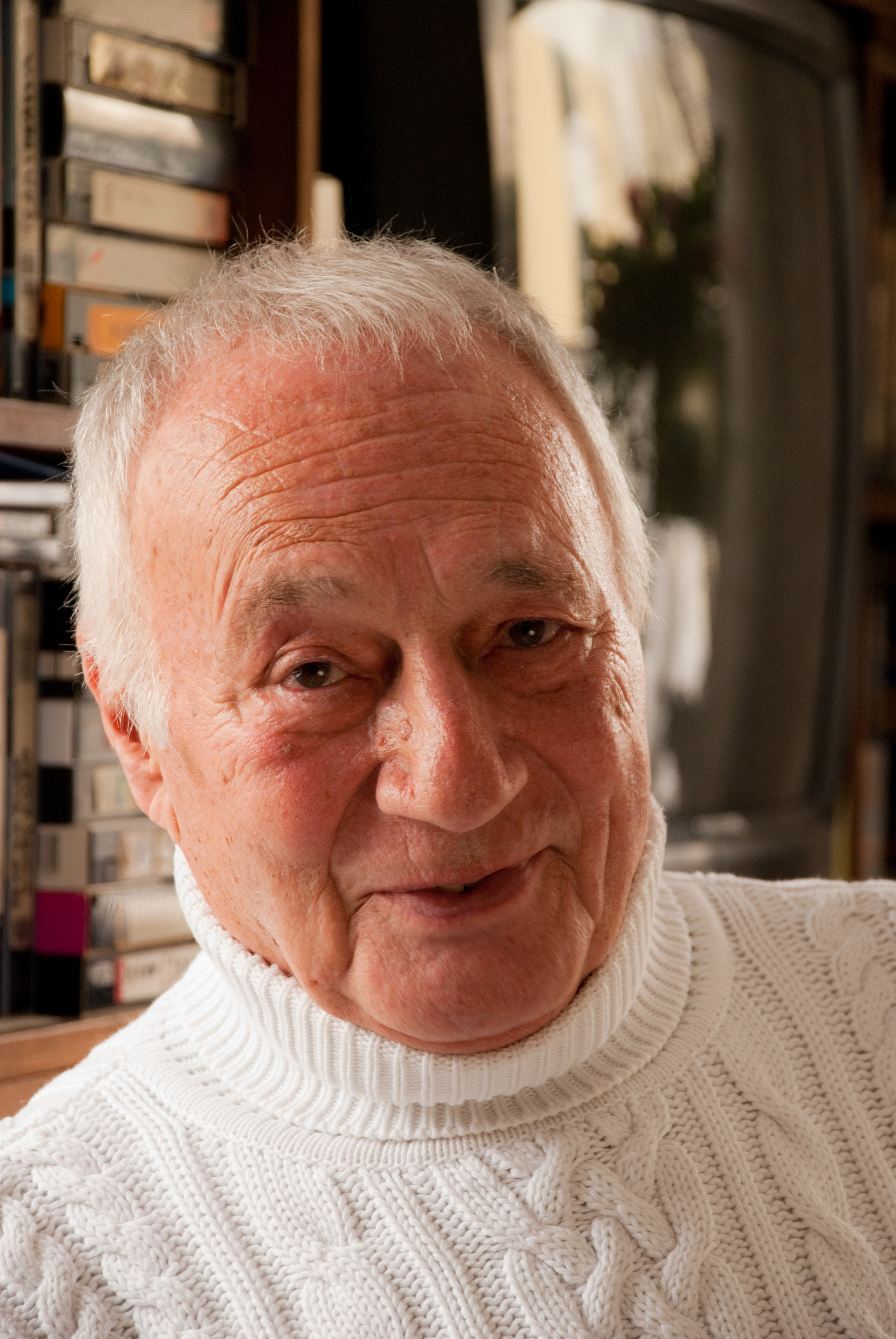
Norbert Gastell (1929–2015)

- Gastell, Otto (1855–1924), Landtagsabgeordneter Großherzogtum Hessen
- Gastello, Nikolai Franzewitsch (1907–1941), sowjetischer Pilot
- Gaster, Bernhard (1867–1938), deutscher Germanist, Romanist, Gymnasiallehrer und Pädagoge
- Gaster, Moses (1856–1939), Rabbiner
- Gaster, Nicolas (* 1946), britischer Filmeditor
- Gasteren, HJIM van (* 1964), niederländische Kunstfotografin und bildende Künstlerin
- Gastew, Alexei Kapitonowitsch (1882–1939), russischer Gewerkschaftsaktivist und Dichter
- Gasteyer, Ana (* 1967), US-amerikanische Schauspielerin und KomikerinAna Gasteyer (* 1967)

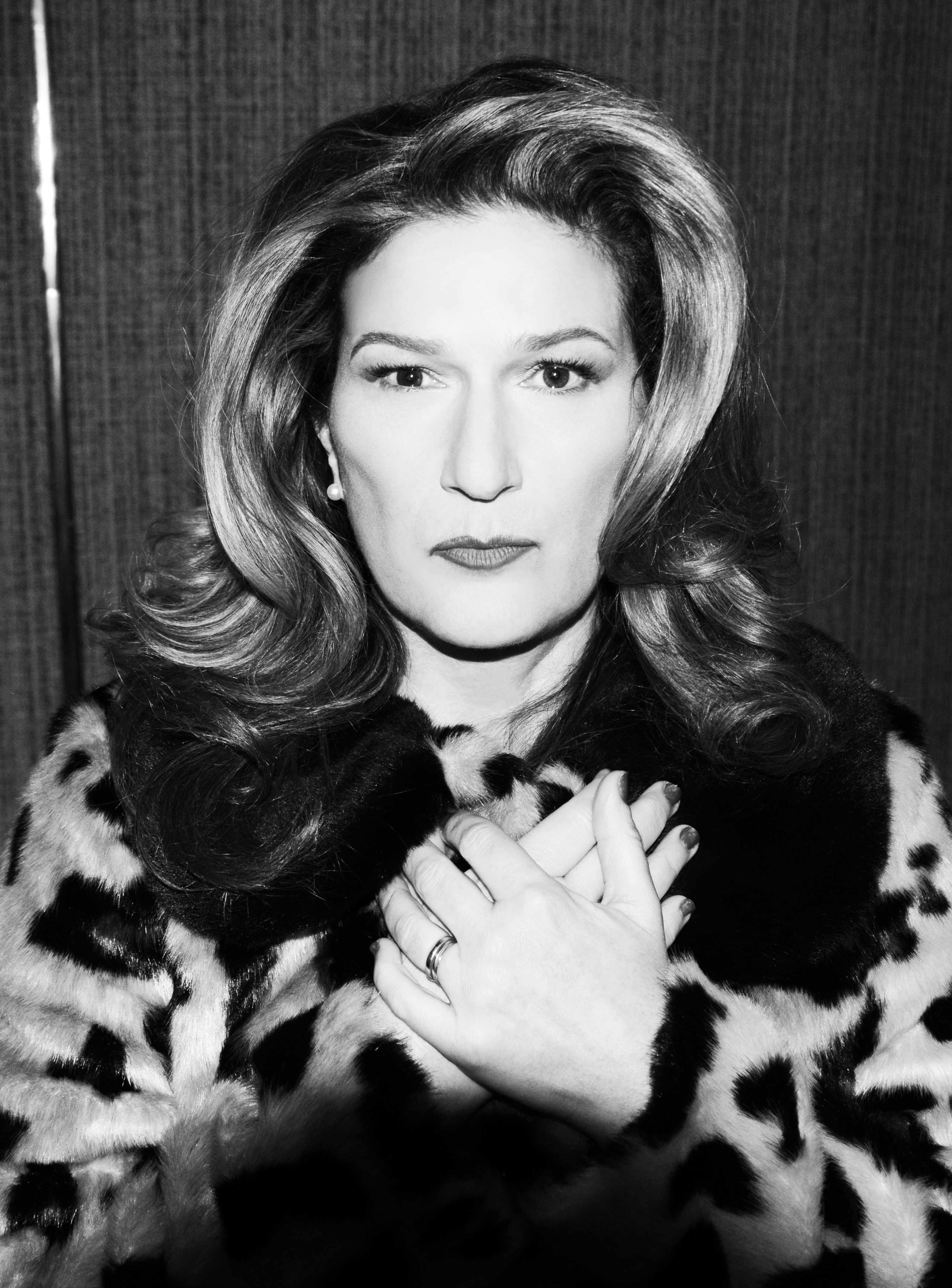
Ana Gasteyer (* 1967)

- Gasteyger, Curt (1929–2020), Schweizer Politikwissenschaftler
- Gastgeb, Matthias (* 1985), österreichischer Jiu-Jitsu-Kämpfer
- Gastgeber, Christian (* 1970), österreichischer Byzantinist
- Gasthofer, Viktor (* 1957), deutscher Schachspieler
- Gasthuber, Walter (1905–1966), österreichischer Politiker (NSDAP), MdR
- Gastien, Johan (* 1988), französischer Fußballspieler
- Gastineau, Mark (* 1956), amerikanischer American-Football-Spieler und Boxer
- Gastinel, Anne (* 1971), französische Cellistin
- Gastinel, Léon (1823–1906), französischer Komponist
- Gastinel, Pierre (1898–1943), französischer Romanist und Literaturwissenschaftler
- Gastinger, Josef (1898–1975), österreichischer Angestellter und Politiker
- Gastinger, Karin (* 1964), österreichische Politikerin (BZÖ), Justizministerin
- Gastinger, Wilhelm (1929–2021), deutscher Politiker (CSU), MdL
- Gastini, Marta (* 1989), italienische Schauspielerin
- Gastinne, Jean-Baptiste (* 1967), französischer Historiker, Politiker und Bürgermeister
- Gastl, Martin (* 1988), österreichischer Skibobfahrer
- Gastl, Martina (* 1974), deutsche Brauwissenschaftlerin
- Gastmann, Constantin (* 1990), deutscher Schauspieler
- Gastmann, Dennis (* 1978), deutscher Journalist und FernsehmoderatorDennis Gastmann (* 1978)
- Gastmeier, Petra (* 1957), deutsche Ärztin

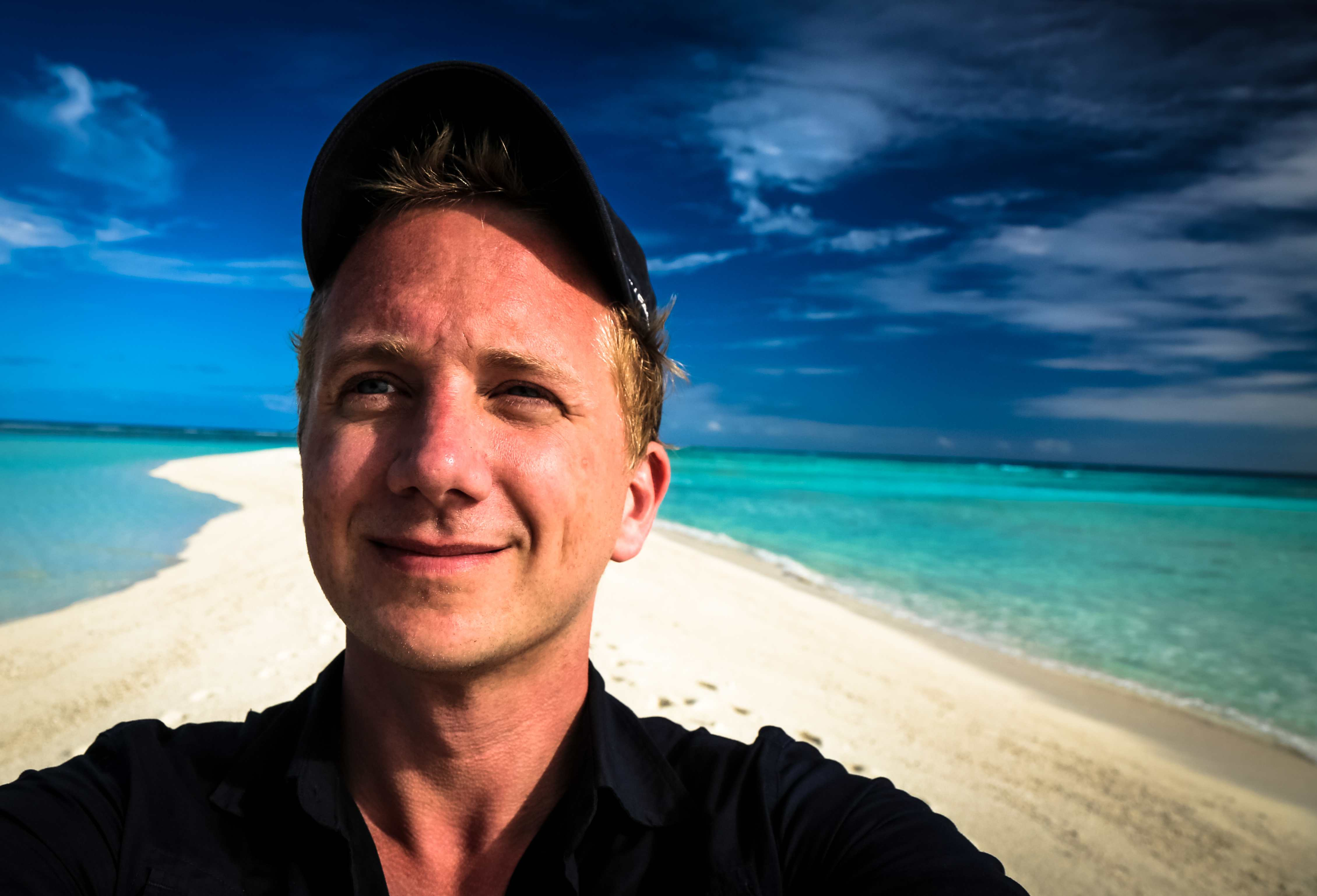
Dennis Gastmann (* 1978)

- Gastoldi, Giovanni Giacomo († 1609), italienischer Sänger, Kapellmeister und Komponist
- Gaston de Béarn († 1381), Erbe eines Länderkonglomerats am Nordhang der Pyrenäen
- Gaston de Foix (1444–1470), Prinz von Viana
- Gaston de Murols († 1172), Großmeister des Johanniterordens
- Gaston I. (1287–1315), Graf von Foix
- Gaston I. de Foix-Grailly, Captal de Buch, Graf von Bénauges und Vizegraf von Castillon
- Gaston II. (1308–1343), Graf von Foix, Vizegraf von Béarn
- Gaston II. de Foix-Candale († 1500), Captal de Buch
- Gaston III. (1331–1391), Graf von Foix
- Gaston IV. (1423–1472), Graf von Foix und Bigorre sowie Vizegraf von Béarn, Nébouzan, Villemeur und Lautrec
- Gaston IV. von Béarn († 1131), Vizegraf von Béarn, Kreuzfahrer, Reconquistador
- Gaston VI. († 1214), Vizegraf von Béarn
- Gaston, Athelston (1838–1907), US-amerikanischer Politiker
- Gaston, E. Thayer (1901–1970), US-amerikanischer Psychologe und Pionier der Musiktherapie
- Gastón, Emilia (1904–1988), erste Esperanto-Muttersprachlerin
- Gaston, Hugo (* 2000), französischer TennisspielerHugo Gaston (* 2000)

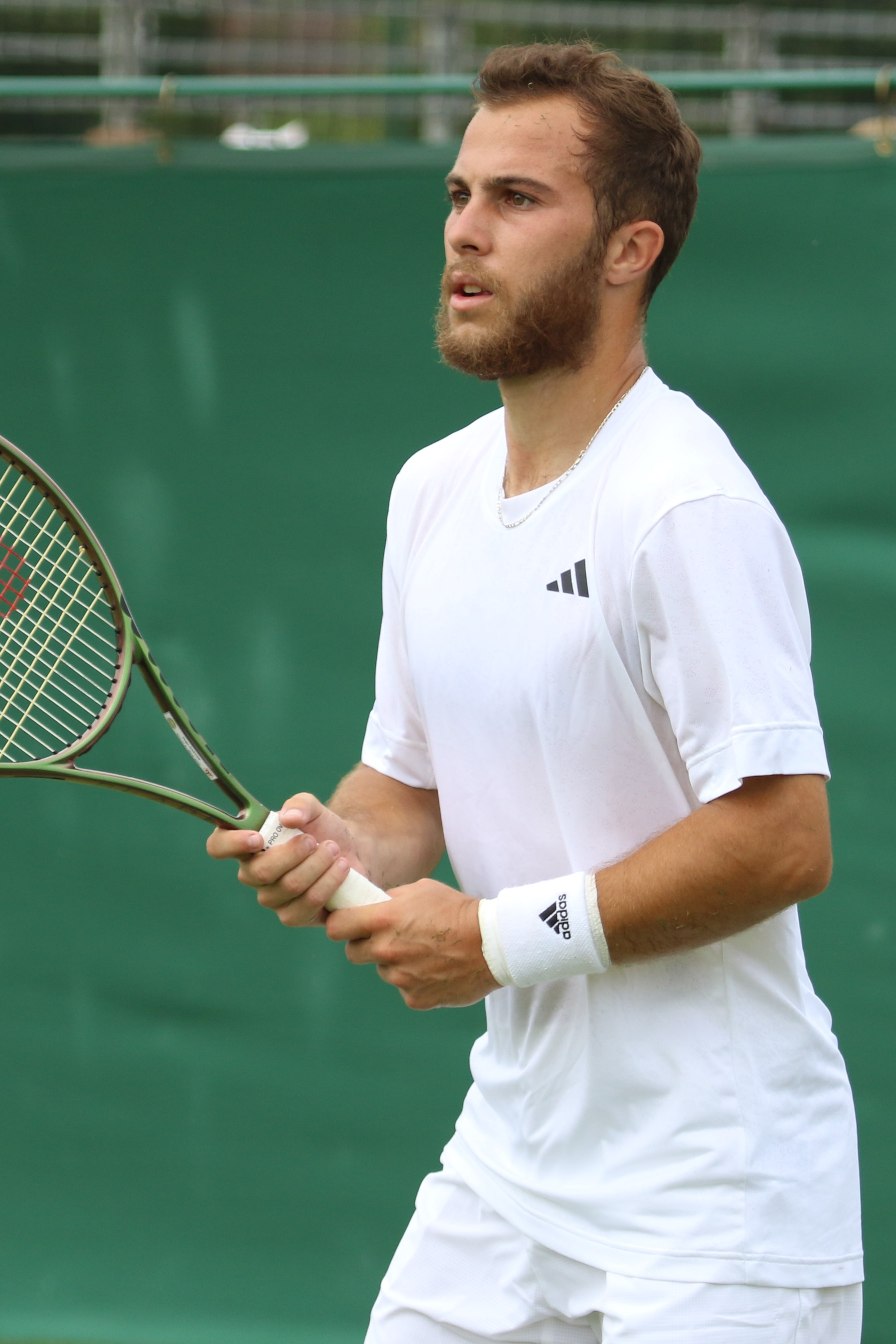
Hugo Gaston (* 2000)

- Gastón, Iñaki (* 1963), spanischer Radrennfahrer
- Gaston, Lloyd (1929–2006), kanadischer protestantischer Theologe, Bibelwissenschaftler und Hochschullehrer
- Gaston, Marilyn (* 1939), US-amerikanische Medizinerin
- Gaston, Michael (* 1962), US-amerikanischer Schauspieler
- Gaston, William (1820–1894), US-amerikanischer Politiker
- Gaston, William J. (1778–1844), US-amerikanischer Jurist und Politiker
- Gaston-Marin, Gheorghe (1918–2010), rumänischer Kommunist
- Gastoni, Lisa (* 1935), italienische SchauspielerinLisa Gastoni (* 1935)

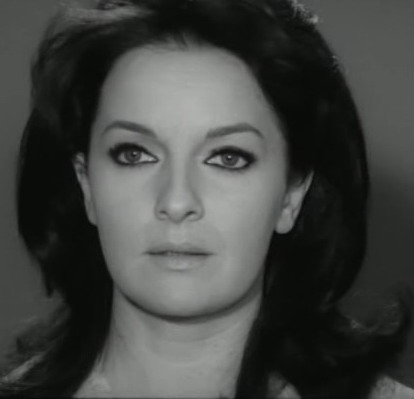
Lisa Gastoni (* 1935)

- Gastorius, Severus (* 1646), deutscher Kantor und Komponist
- Gastoué, Amédée (1873–1943), französischer Musikwissenschaftler und Komponist
- Gastpar, Markus (* 1941), Schweizer Psychiater
- Gastpary, Woldemar (1908–1984), polnischer evangelisch-lutherischer Theologe
- Gastreich, Fritz (1895–1979), deutscher Chirurg, Gegner des Nationalsozialismus
- Gastrich, Biggi Slongo (* 1946), schweizerische Künstlerin und Kinderbuchautorin
- Gastritz, Mathias († 1596), deutscher Organist und Komponist der Renaissance
- Gastrow, Hans (1895–1968), Konstrukteur
- Gastyne, Guy de (1888–1972), französischer Filmarchitekt
- Gastyne, Marco de (1889–1982), französischer Cartoonist, Filmregisseur und Drehbuchautor

### Gasu
- Gasūna, Lelde (* 1990), lettische Skirennläuferin

### Gasw
- Gasworth, Ross, US-amerikanischer Cellist und Musikpädagoge